# Épingle à cheveux chinoise
Pour les articles homonymes, voir Épingle.

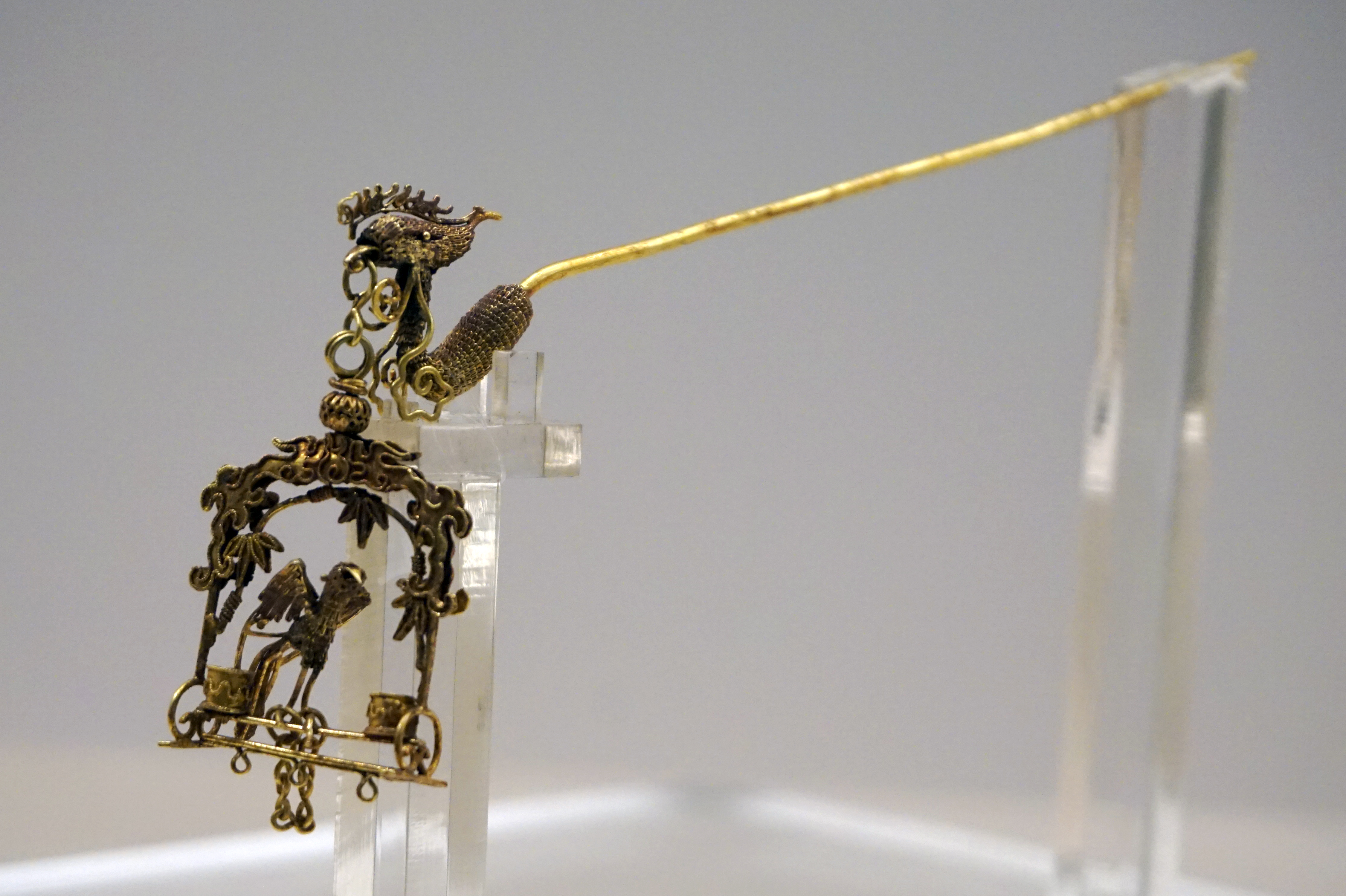
Épingle à cheveux de la dynastie Qing évoquant le fenghuang (le phénix chinois, oiseau mythique qui règne sur tous les autres oiseaux). Cette épingle est de type zan (une seule broche) et buyao (pour le bruit qu'elle produit.

Ji (筓) (ou fazan (髮簪 ou 发簪), zanzi (簪子) ou zan (簪) pour faire court) et chai (钗) sont des termes génériques pour désigner les épingles à cheveux en Chine. " Ji " (avec le même caractère de 笄) est également le terme utilisé pour les épingles à cheveux de la dynastie Qin.
Les épingles à cheveux sont un symbole important dans la culture chinoise et sont associées à de nombreuses traditions et coutumes culturelles chinoises. Elles étaient également utilisées comme ornements capillaires quotidiens dans la Chine ancienne ; toutes les femmes chinoises portaient une épingle à cheveux, quel que soit leur rang social. Les matériaux, le degré d'élaboration des ornements de l'épingle à cheveux et le dessin utilisé pour fabriquer les épingles à cheveux étaient des marqueurs du statut social du porteur. Les épingles à cheveux pouvaient être fabriquées à partir de divers matériaux, tels que le jade, l'or, l'argent, l'ivoire, le bronze, le bambou, le bois sculpté, l'écaille de tortue et l'os, ainsi que d'autres matériaux,.
Avant l'établissement de la dynastie Qing, les hommes et les femmes enroulaient leurs cheveux en un chignon à l'aide d'un ji. Il existait de nombreuses variétés d'épingles à cheveux, dont beaucoup avaient leur propre nom pour désigner des styles spécifiques, comme zan, ji, chai, buyao et tiaoxin.

## Culture

### Enterrements
Pendant la période des funérailles chinoises (en), les femmes en deuil n'étaient pas autorisées à porter des épingles à cheveux.
Des épingles à cheveux pouvaient être placées dans les tombes de personnages importants. Par exemple, on retrouva dans celle de Fu Hao plus de 500 épingles à cheveux.

### Cérémonie duji li
Le ji a joué un rôle important dans le passage à l'âge adulte des femmes chinoises  de l'ethnie Han. Avant l'âge de 15 ans, les femmes n'utilisaient pas d'épingles à cheveux et arboraient des tresses. Lorsqu'une femme atteignait l'âge de 15 ans, elle cessait de porter des tresses, et une cérémonie de l'épingle à cheveux appelée "Ji Li" (笄礼), ou "initiation à l'épingle à cheveux", était organisée pour marquer le rite de passage. Pendant la cérémonie, les cheveux étaient enroulés en un chignon à l'aide d'une épingle à cheveux ji Après la cérémonie, la jeune femme avait le droit d'épouser.

### L'épingle à cheveux comme gage d'amour
Lorsqu'elles étaient fiancées, les femmes chinoises retiraient leur épingle de leurs cheveux et la donnaient à leur fiancé. Après le mariage, le mari rendait l'épingle à cheveux à sa nouvelle épouse en la replaçant dans ses cheveux.

### L'épingle à cheveux lors des réunions et séparations
L'épingle à cheveux chai était aussi une forme de gage d'amour ; lorsque les amoureux étaient obligés de se séparer, ils cassaient souvent une épingle à cheveux en deux, et chacun gardait la moitié de l'épingle jusqu'à ce qu'ils soient réunis.
De même, lorsque des couples mariés étaient séparés pendant une longue période, ils cassaient une épingle à cheveux en deux et en gardaient chacun une partie. S'ils se retrouvaient, ils remettaient alors l'épingle à cheveux ensemble, comme preuve de leur identité et comme symbole de leurs retrouvailles.

## Dessin et construction

### Matériaux

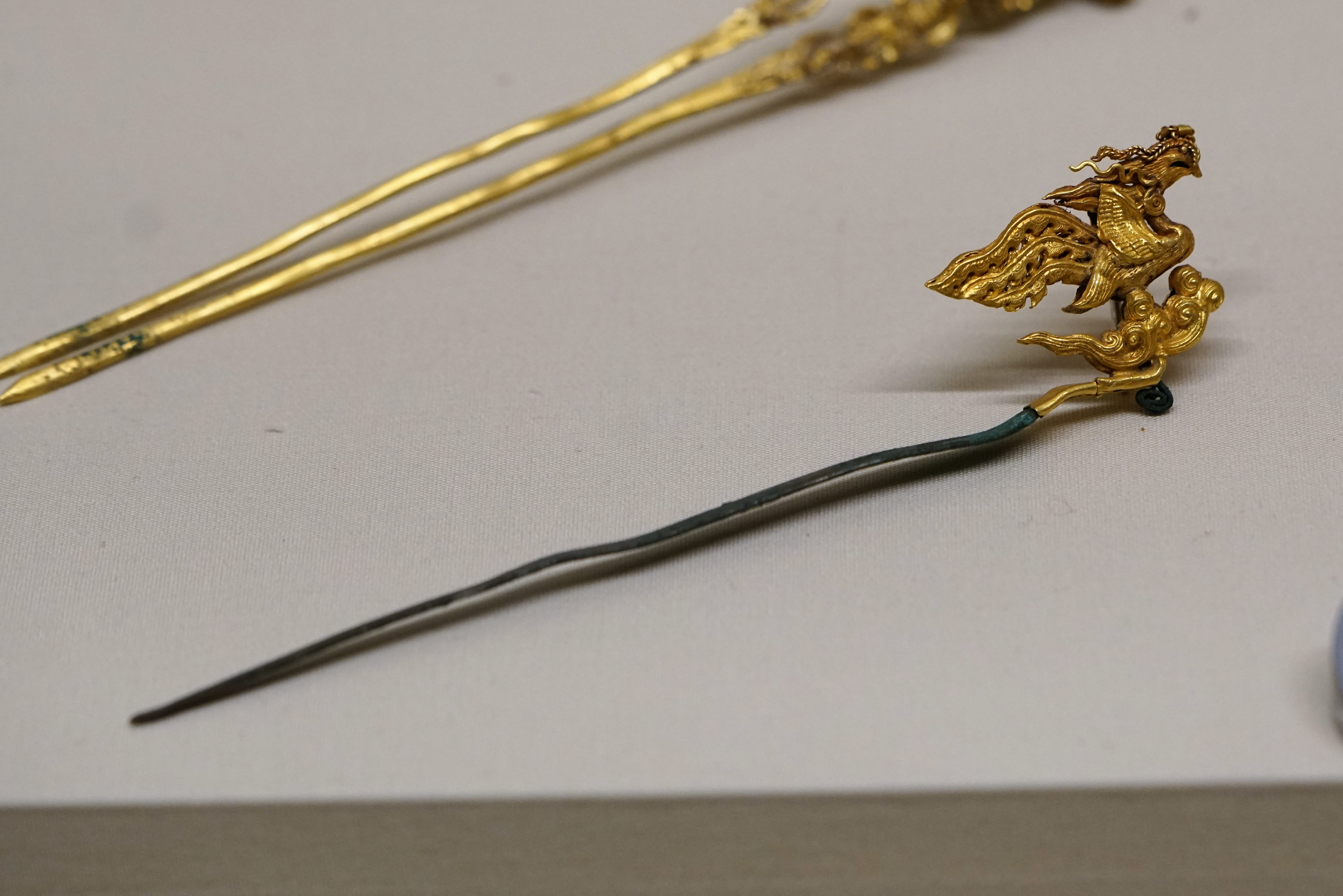
Épingles à cheveux zan 'une seule broche) et chai (plusieurs épingles).

À l'origine, les Chinois appréciaient les épingles à cheveux en os et en jade. Les épingles à cheveux en jade sculpté sont apparues en Chine dès le Néolithique (vers 3000-1500 av. J.-C.), en même temps que la technologie de la sculpture du jade. Certaines épingles à cheveux chinoises anciennes, datant de la dynastie Shang, sont encore exposées dans certains musées.
À l'âge du bronze, les épingles à cheveux en or ont été introduites en Chine par les populations vivant aux frontières nord du pays. Certaines épingles à cheveux chinoises anciennes datant de 300 avant J.-C. étaient fabriquées en os, en corne, en bois et en métal.
L'art de la gravure sur bois est apparu pour la première fois sous la dynastie Tang, et cette nouvelle forme d'art a ensuite été appliquée aux grandes épingles à cheveux chinoises en bois. Beaucoup de ces épingles à cheveux en bois ont ensuite été recouvertes d'argent.
Sous la dynastie Ming, les épingles à cheveux sont devenues plus élaborées et les gravures ont été réalisées sur de l'argent, de l'ivoire et du jade, la perle étant souvent utilisée comme monture.

### Décorations
Les épingles à cheveux pouvaient également être décorées de pierres précieuses, ainsi que de motifs de fleurs, de dragons et de phénix.

## Types

### Buyao
La buyao était une forme élaborée et exquise d'épingle à cheveux qui dénotait un statut de noble. Elle était généralement fabriquée en or et était souvent décorée de bijoux (tels que des perles et du jade) et de motifs sculptés (tels que la forme de dragons ou de phénix). Elle ressemblait à une zan, mais l'une de ses principales caractéristiques était sa forme pendante, qui lui valut son nom de buyao, à cause du bruit qu'elle faisait (litt. "secouer en marchant" ou "qui se balance à chaque pas" ou "secouer en marchant") La buyao est devenue populaire sous la dynastie Han.

### Chai
Le chai est un type d'épingle à cheveux à épingles doubles ou multiples. Le chai à épingles doubles a évolué à partir du zan ; on le retrouve fréquemment dans la poésie et la littérature chinoises car il joue un rôle de symbole important et de gage d'amour.

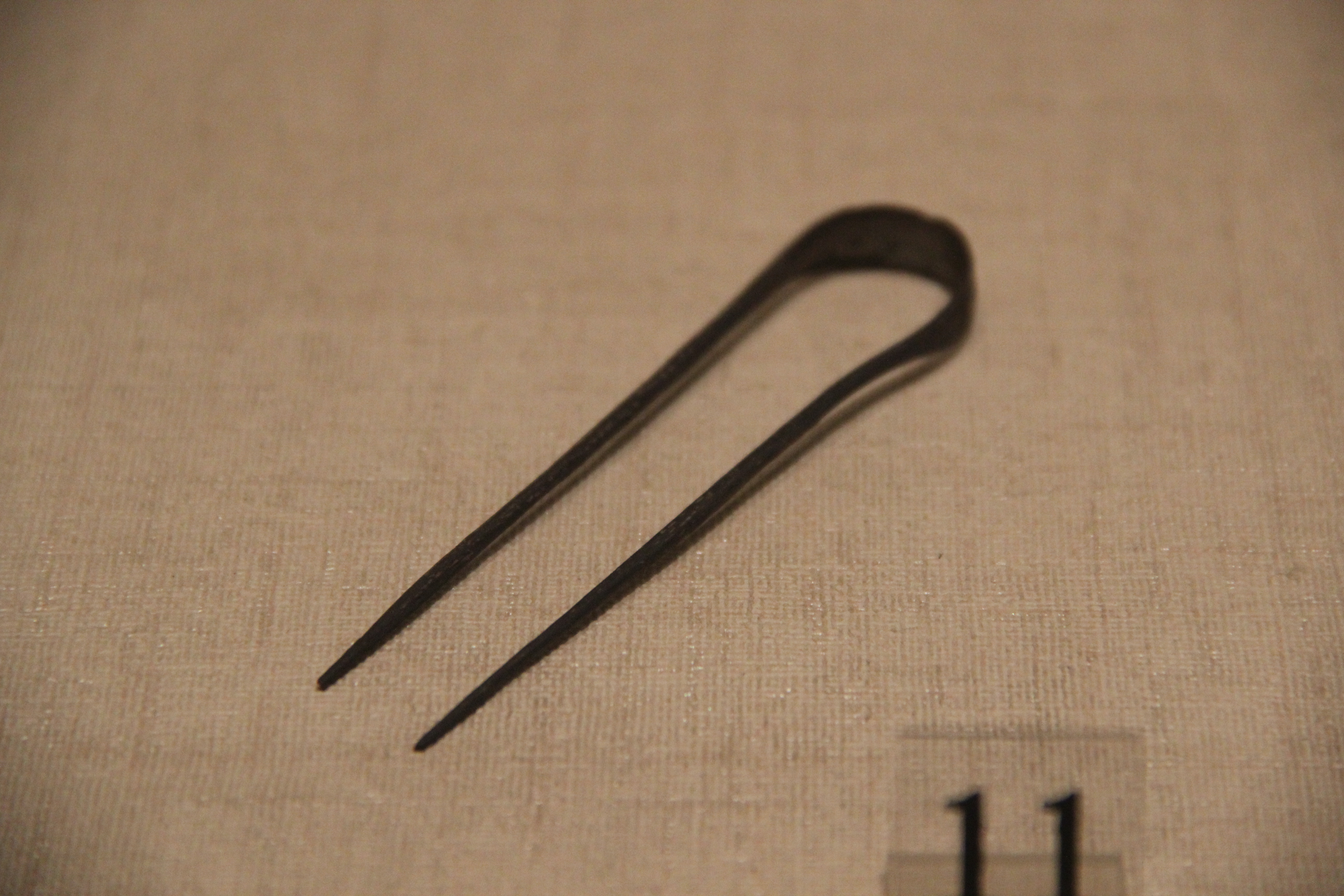
Dynastie Jin, en argent
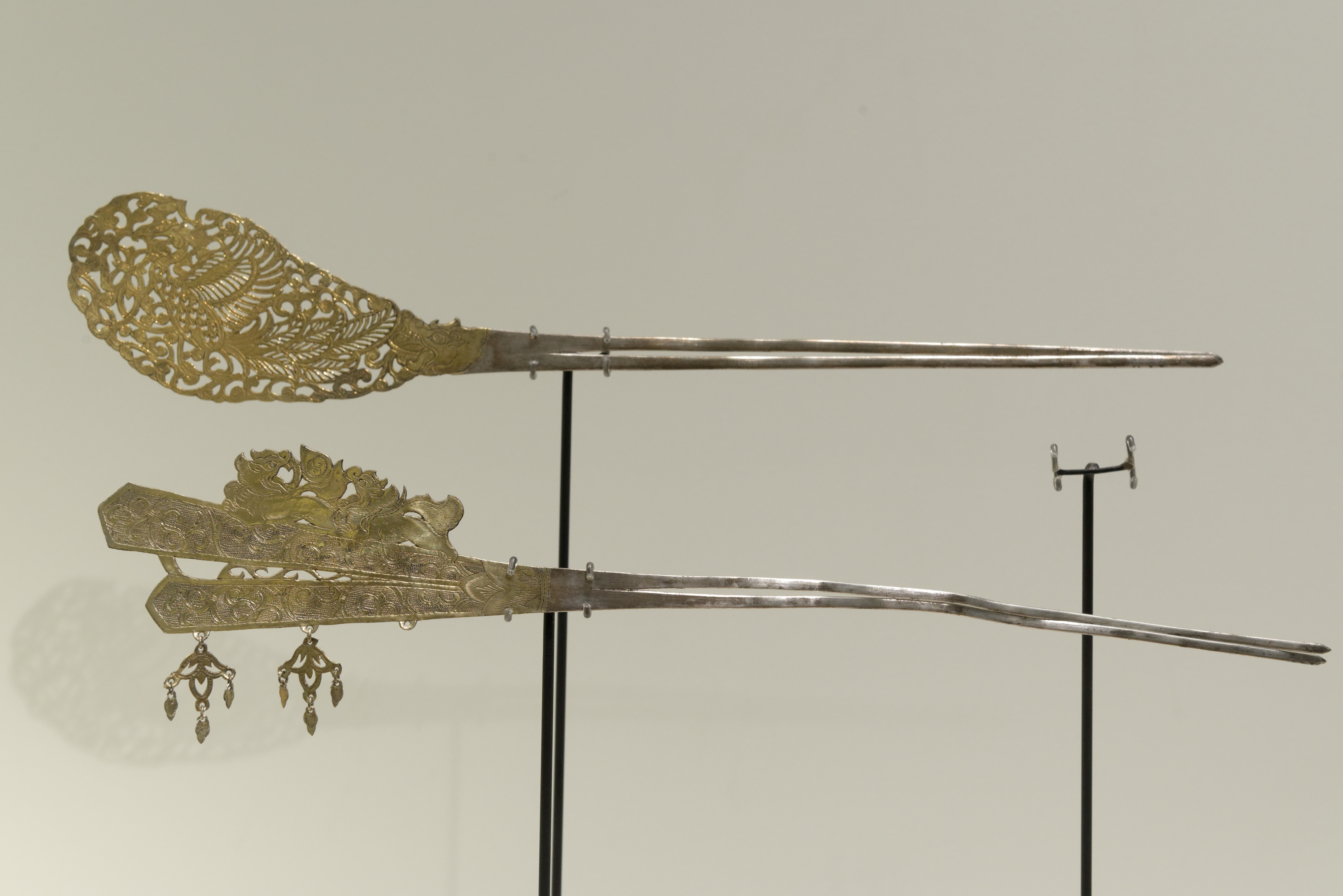
Dynastie Tang
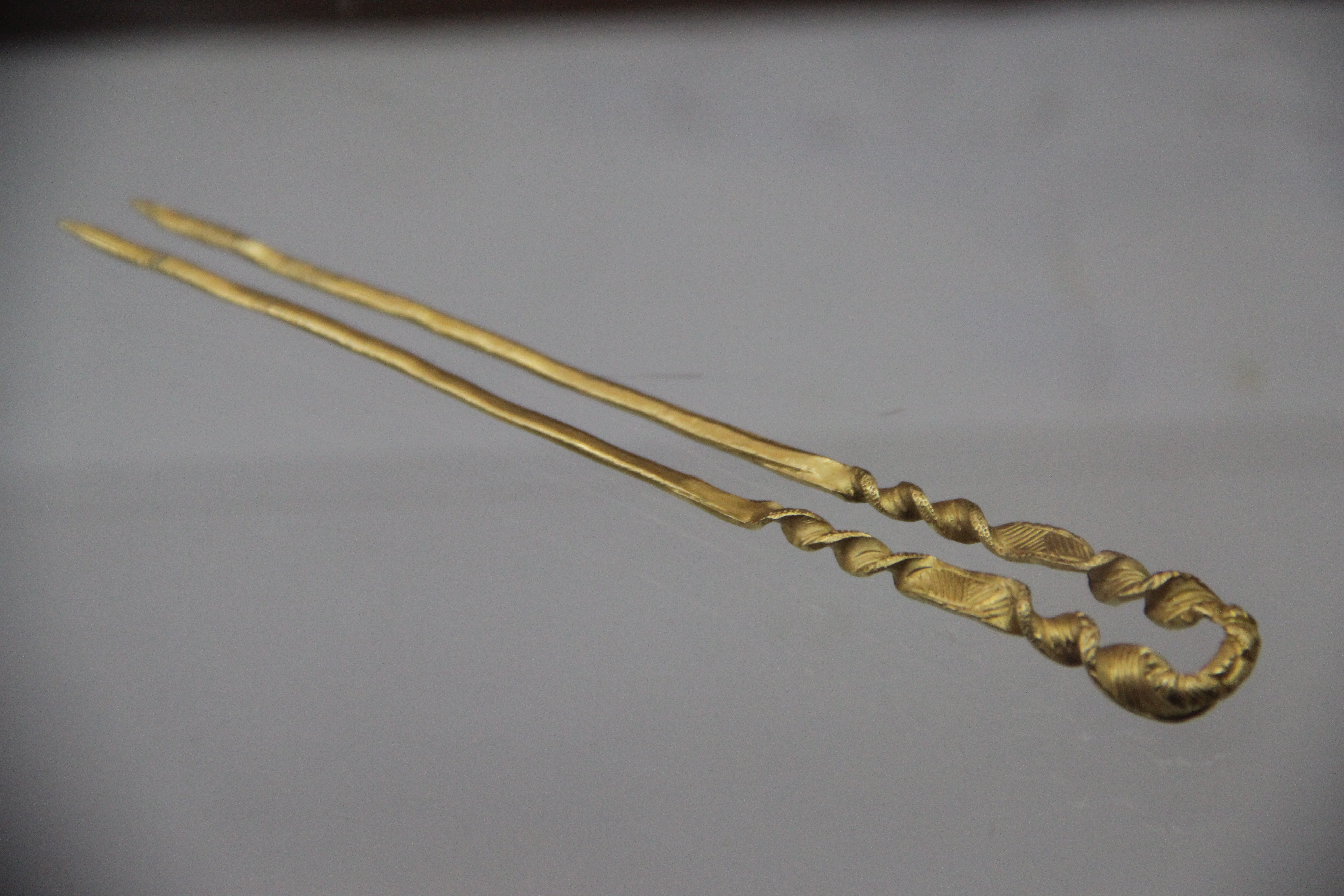
Dynastie Ming, en or
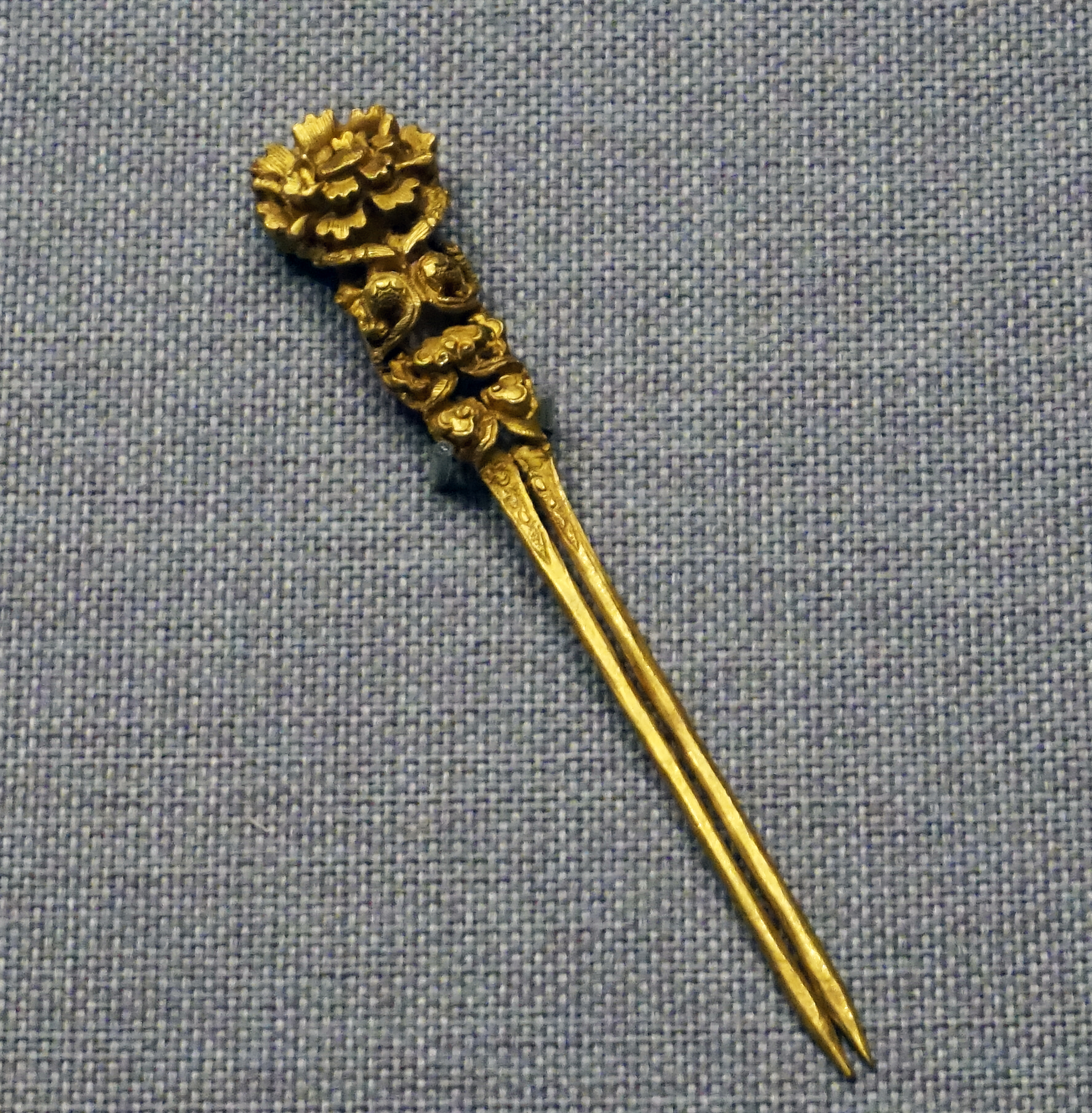
Dynastie Yuan
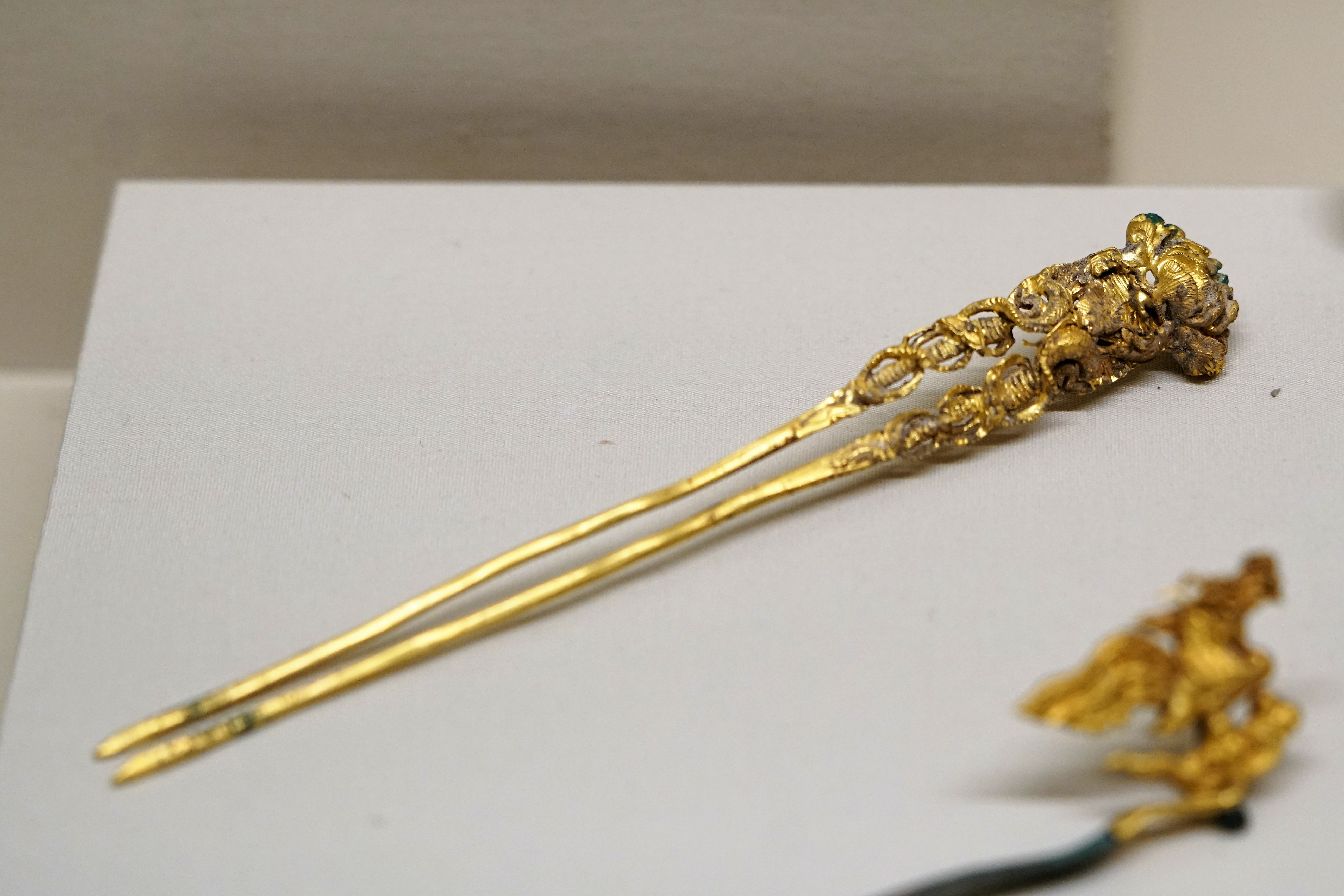
Epingle à cheveux or pivoine
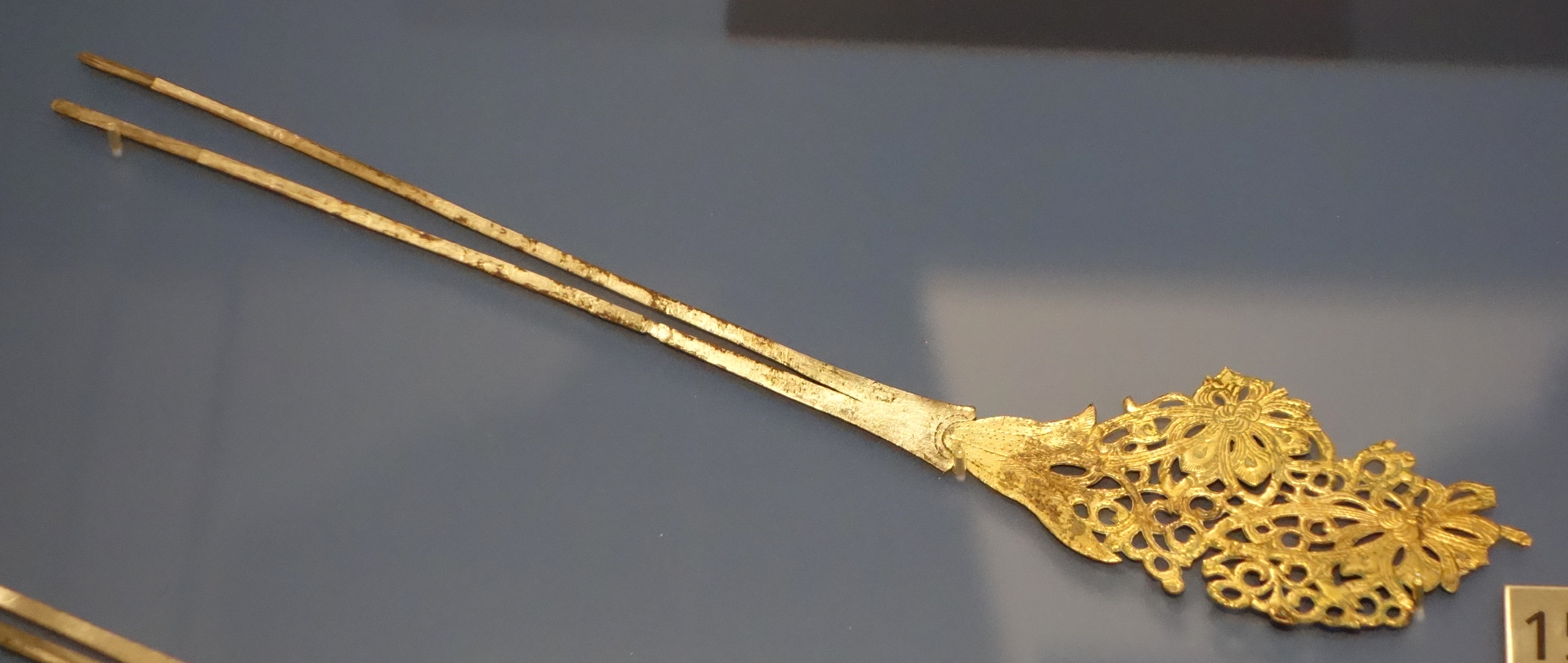
Dynastie Tang
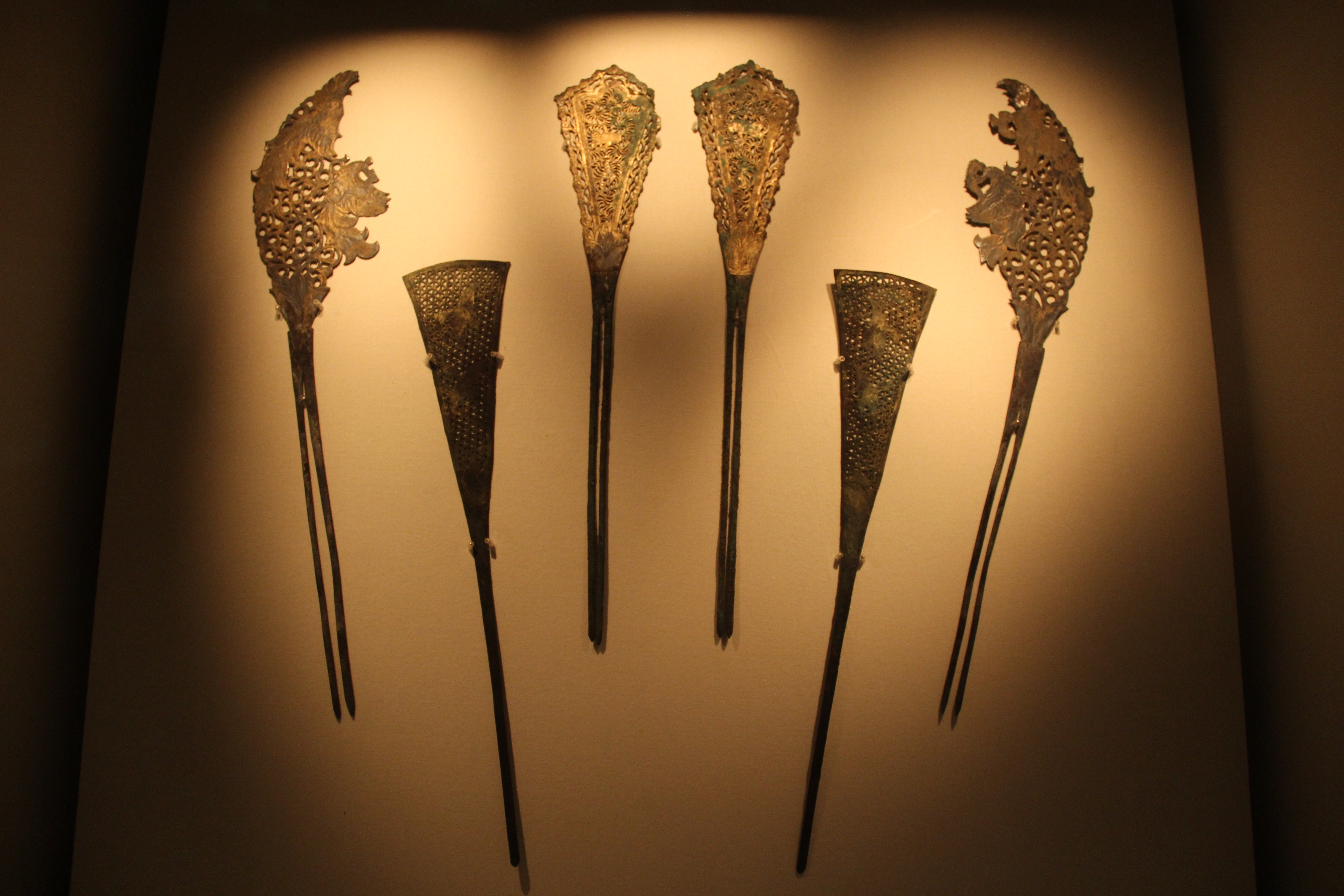
Dynastie  Tang
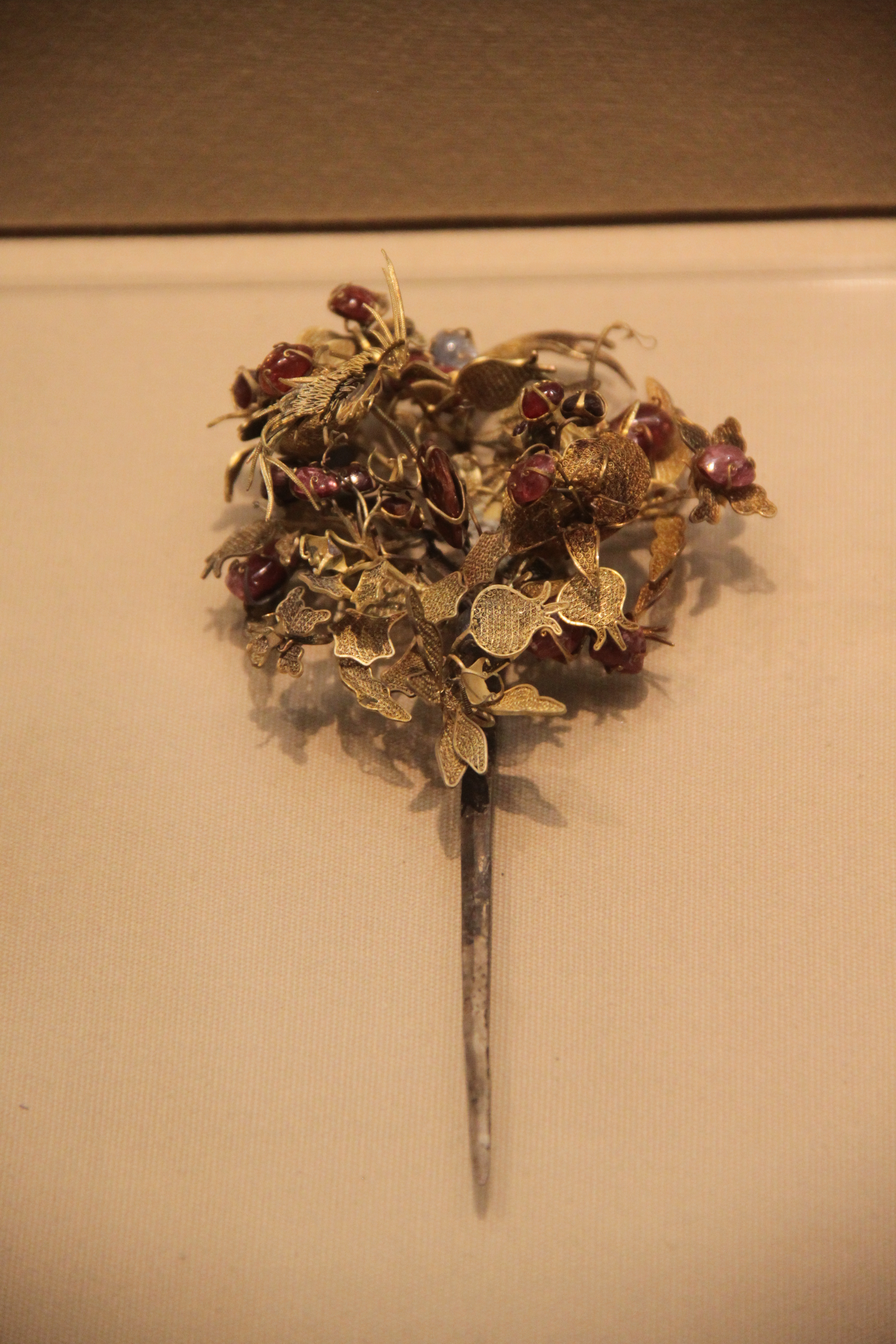
Dynastie  Tang
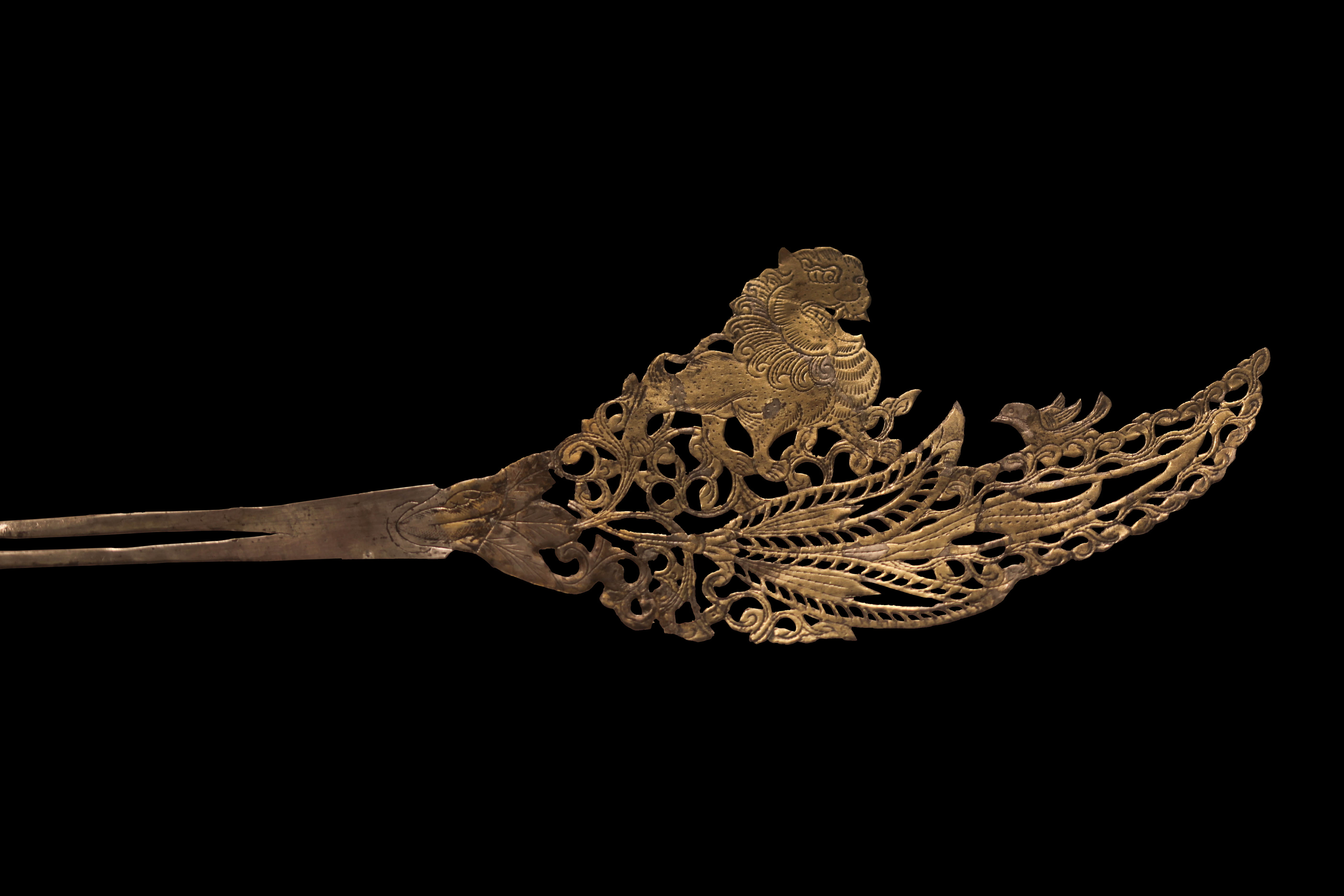
Dynastie  Tang
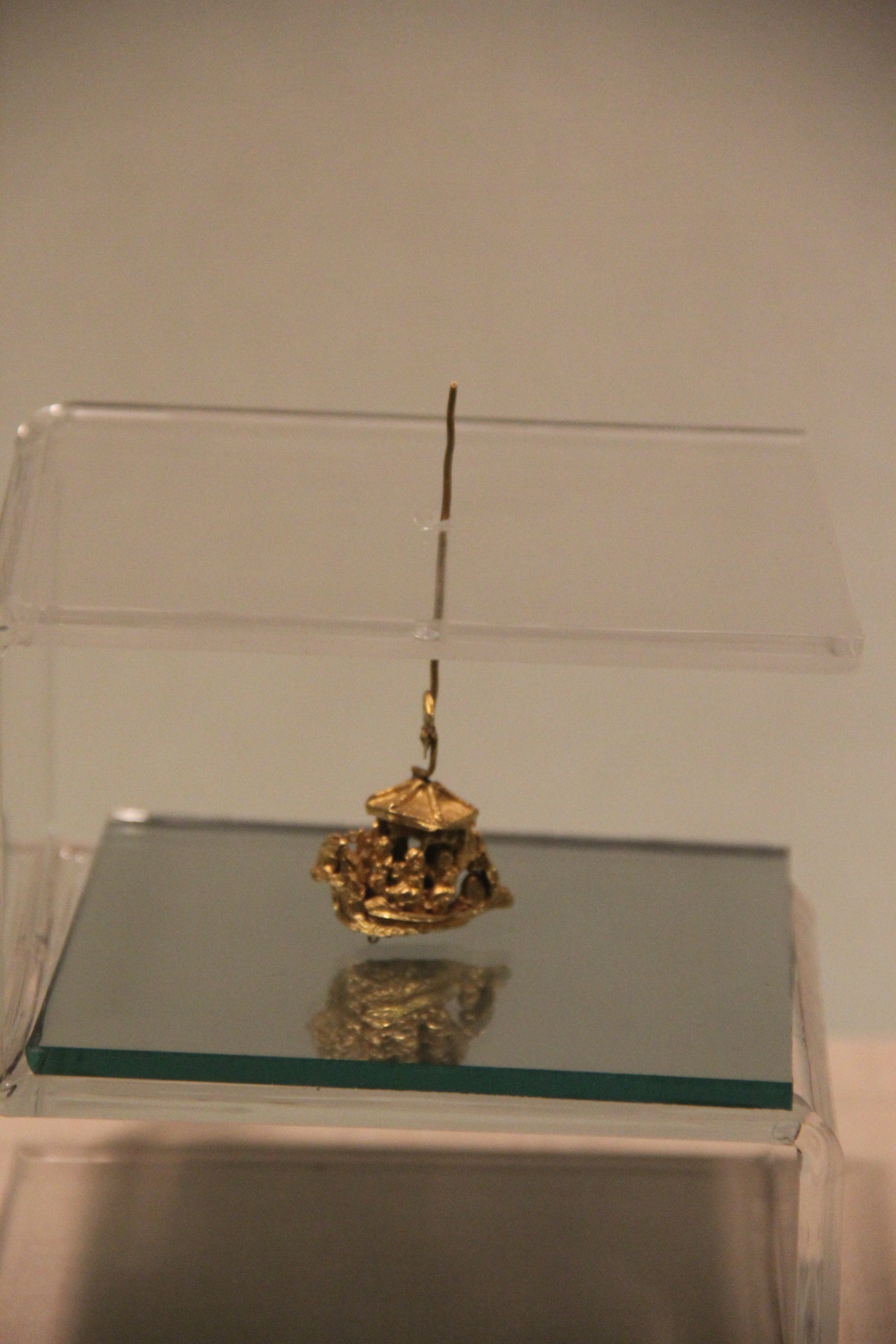
Dynastie Liao
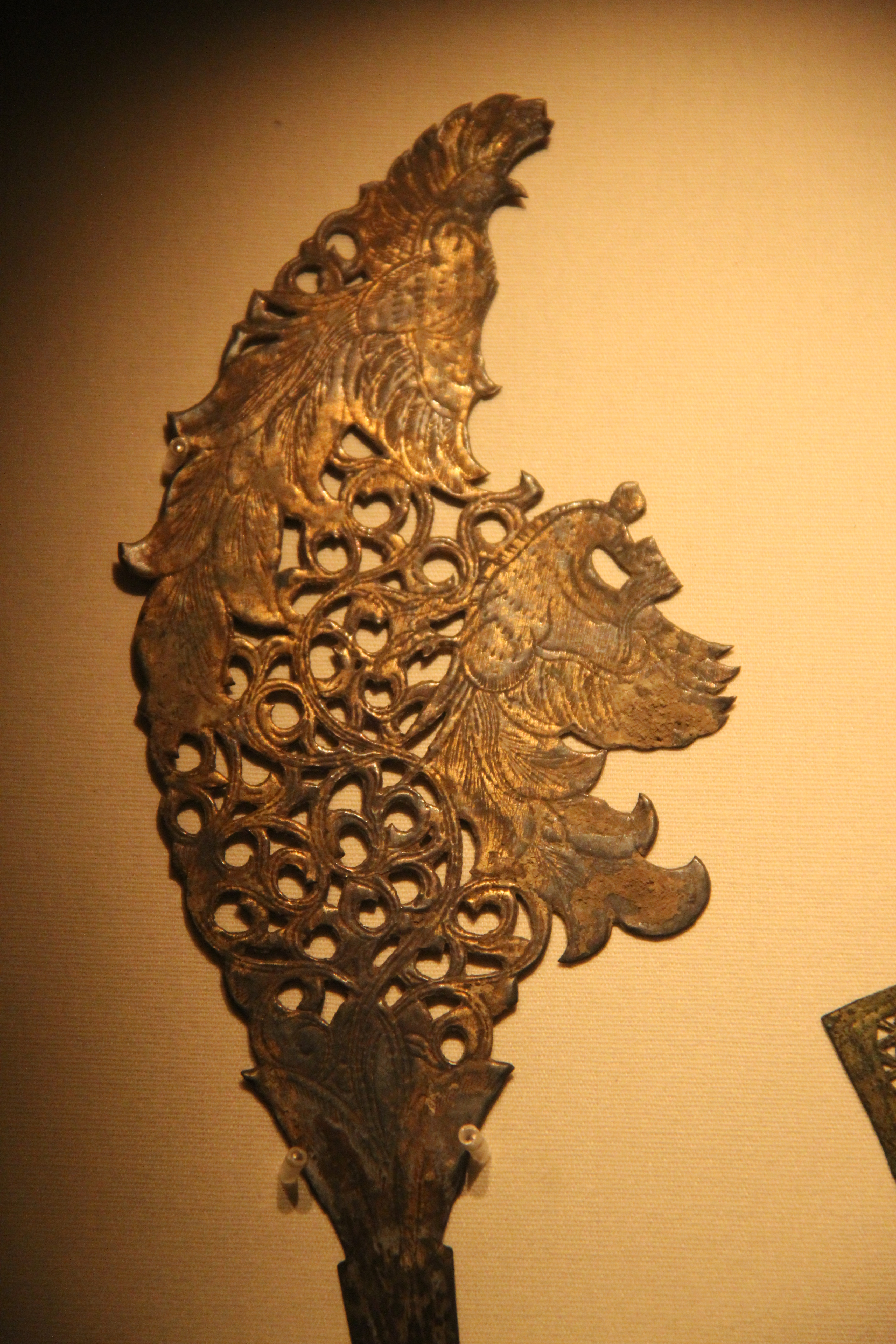
Dynastie Tang
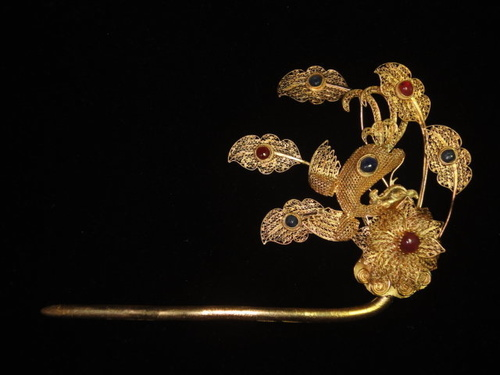
Dynastie Ming

### Diancui
Les épingles à cheveux diancui ou tian-tsui, également connues sous le nom d'"épingles à cheveux en plumes de martin-pêcheur", ont été fabriquées selon l'art traditionnel chinois du diancui.
Le procédé est le suivant : « il faut, pour créer un tel bijou, que l’artisan commence par préparer une plaque d’argent. Sur cette plaque, il soude des fils de fer qui forment les contours du motif dans lequel il placera les plumes. Il s’agit, pour sa préparation, d’un art qui emprunte à la création des émaux cloisonnés. Puis, il faut coller sur cette plaque les plumes bleues et vertes de l’oiseau.
La colle permettant de maintenir les fines barbes de la plume est le plus souvent composée de poisson et d’algues. Cette colle spéciale très transparente s’applique chaude »

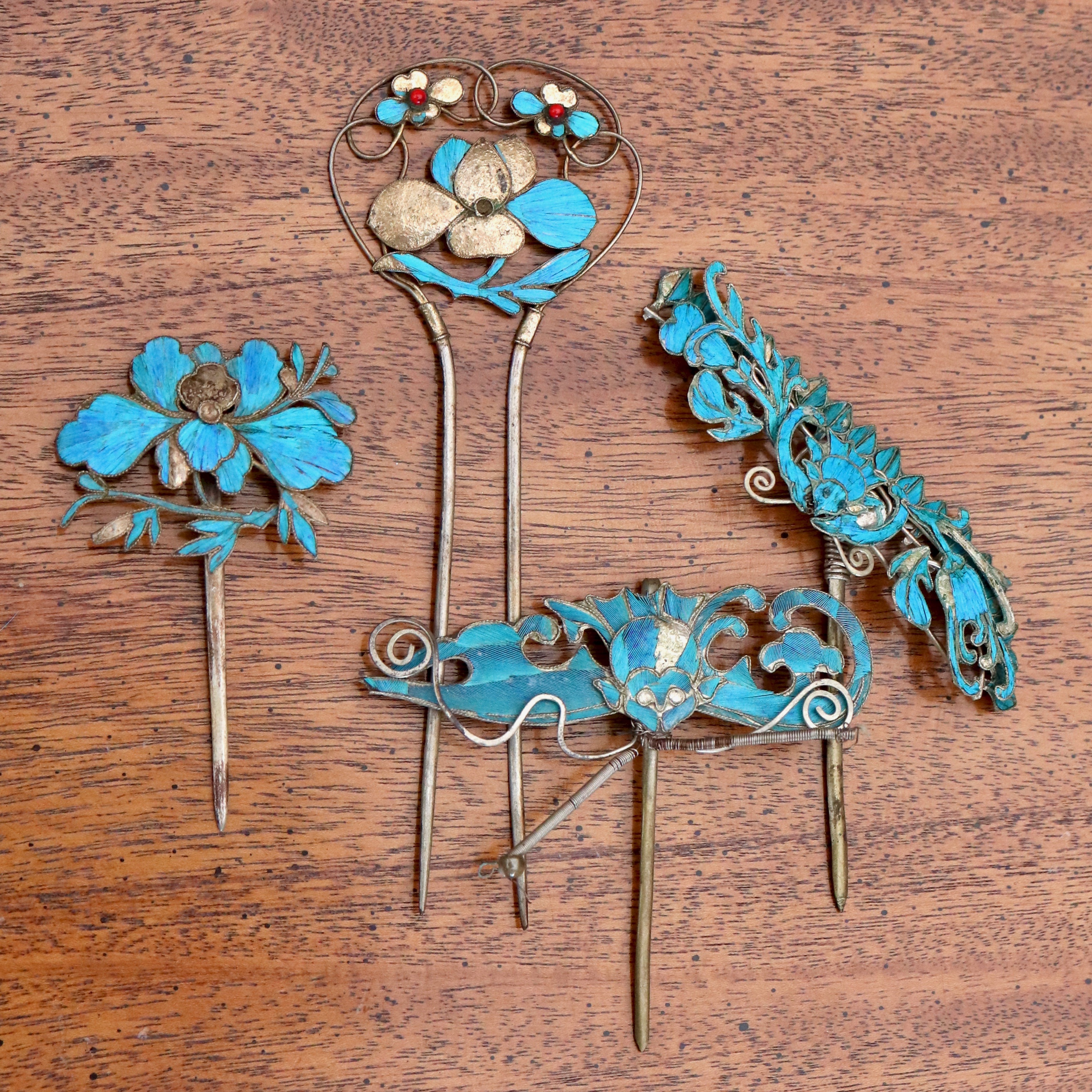
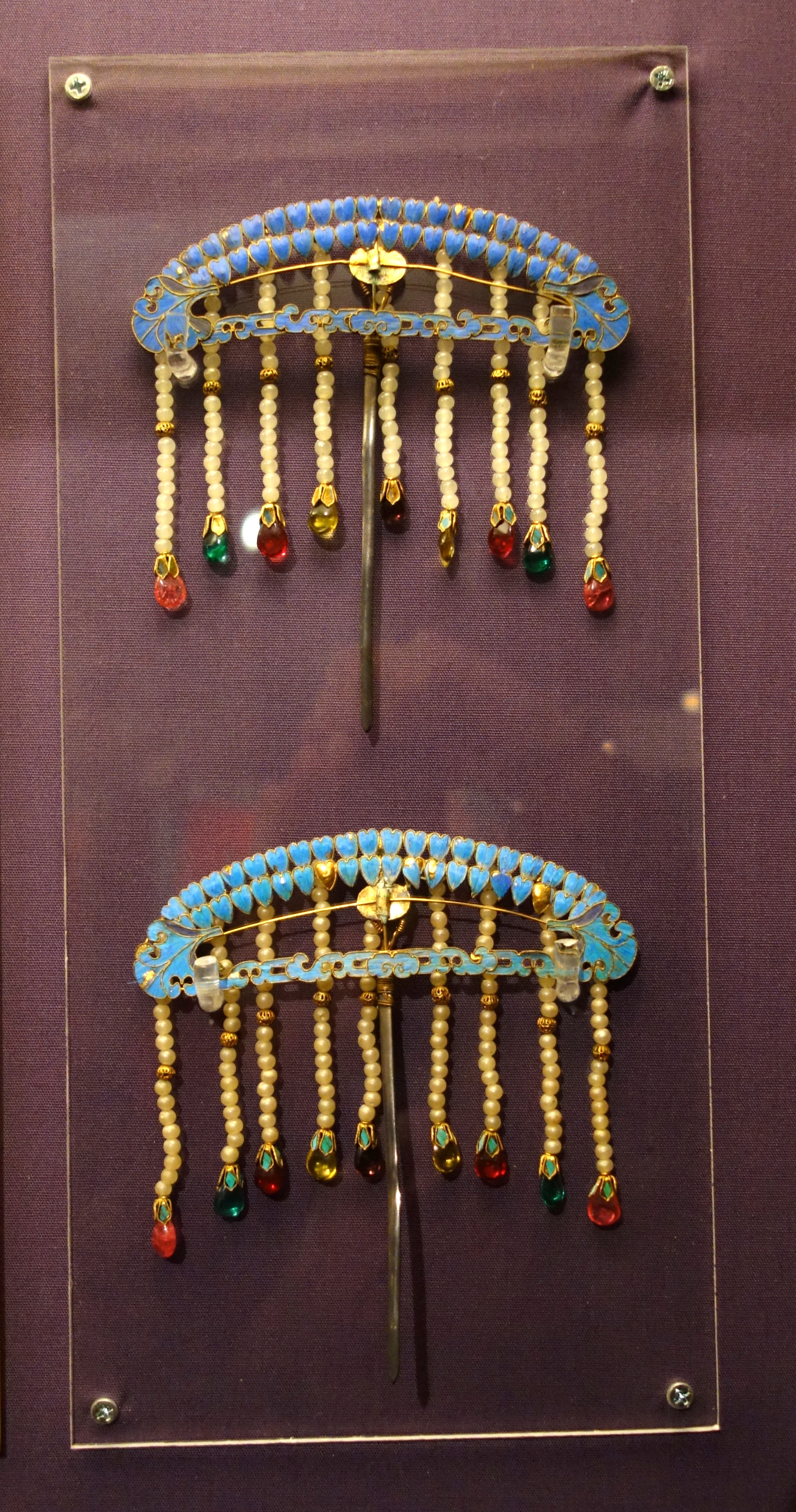
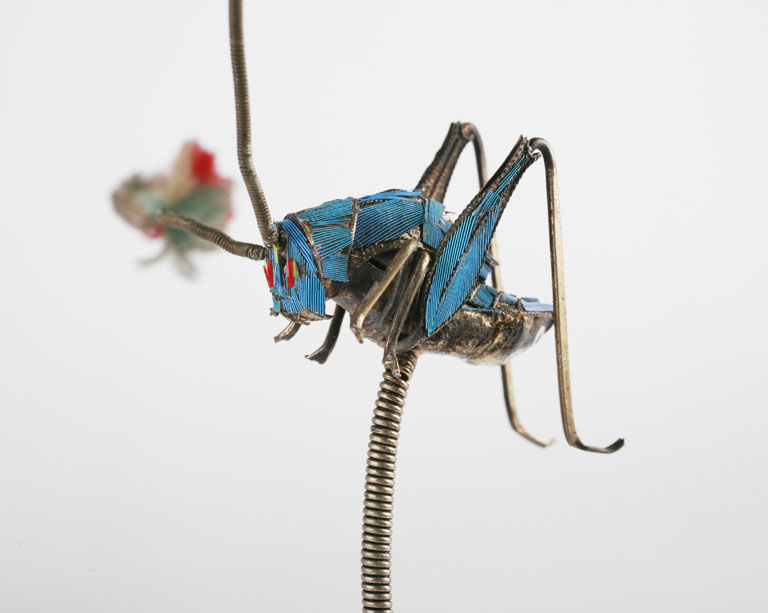

### Épingles à cheveux à fleurs
La coiffe en épingle à cheveux à fleurs est un terme générique utilisé pour désigner les bijoux et les coiffes portés par les impératrices et les concubines impériales de la dynastie Song. La coiffe en épingle à cheveux à fleurs était décorée d'épingles à cheveux à fleurs. Le nombre de fleurs utilisées variait en fonction du rang des consorts impériaux et des règles impériales spécifiques étaient édictées concernant leur utilisation.

### Épingle à cheveux phénix
L'épingle à cheveux phénix trouve son origine dans la dynastie Qin et avait une partie supérieure en or et en argent tandis que les pieds étaient en écaille de tortue ; elle a ensuite évolué en fenghuang sous la dynastie Song. Le fenghuan a ensuite continué à évoluer sous les dynasties Ming et Qing, puis dans la Chine actuelle. Sous la dynastie Han, un édit impérial a décrété que l'épingle à cheveux avec des décorations en fenghuang devait devenir la coiffe officielle de l'impératrice douairière et de la grand-mère impériale.

### Jin chan yu yue
Connue sous le nom d'épingle à cheveux "cigale d'or sur une feuille de jade", ou jin zhi yu ye (homonyme de l'expression chinoise "de noble naissance"), cette épingle à cheveux de la dynastie Ming a la forme d'une cigale en or assise sur une pièce de jade sculptée en forme de feuille. 

### Tiaoxin
La tiaoxin est une épingle à cheveux chinoise portée par les femmes de la dynastie Ming dans leur chignon ; la partie supérieure de l'épingle à cheveux avait généralement la forme d'une statue bouddhiste, d'un immortel, d'un mot sanskrit ou d'un phénix. Le caractère chinois shou (寿, " longévité ") pouvait également être utilisé pour décorer l'épingle à cheveux.

### Zan
Le zan est un type d'épingle à cheveux avec une seule broche. Le zan peut également se décliner en différents styles tels que : 
- Le style ji- : Un style d'épingle à cheveux zan qui fait probablement référence à l'épingle à cheveux utilisée pour fixer les cheveux dans un chignon.
- Le style ruyi : Un style d'épingle à cheveux zan en forme de sceptre ruyi (en).
- Le style tête de tigre
- Le style dragon rond

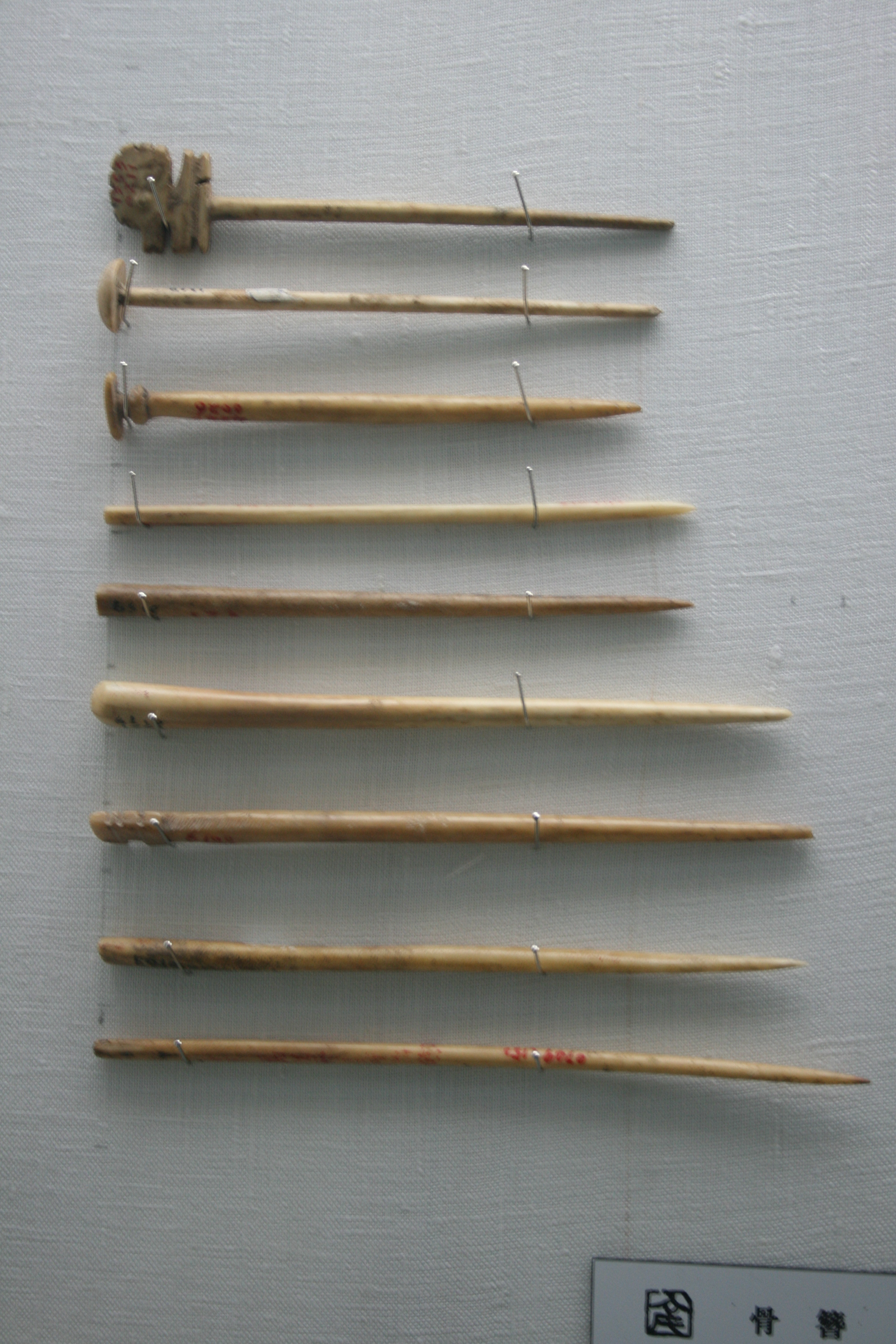
Dynastie Shang, en os
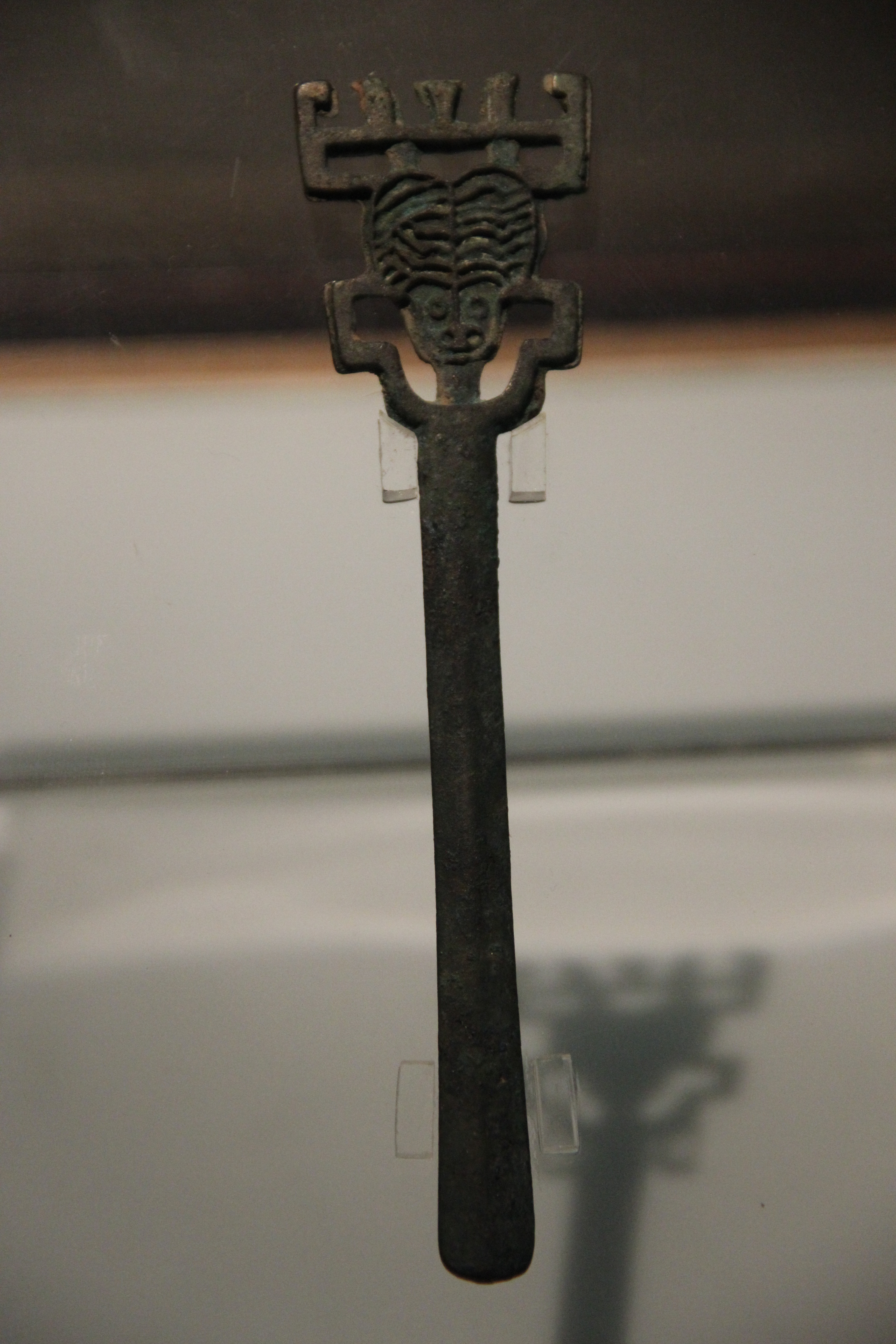
Dynastie Shang, en bronze
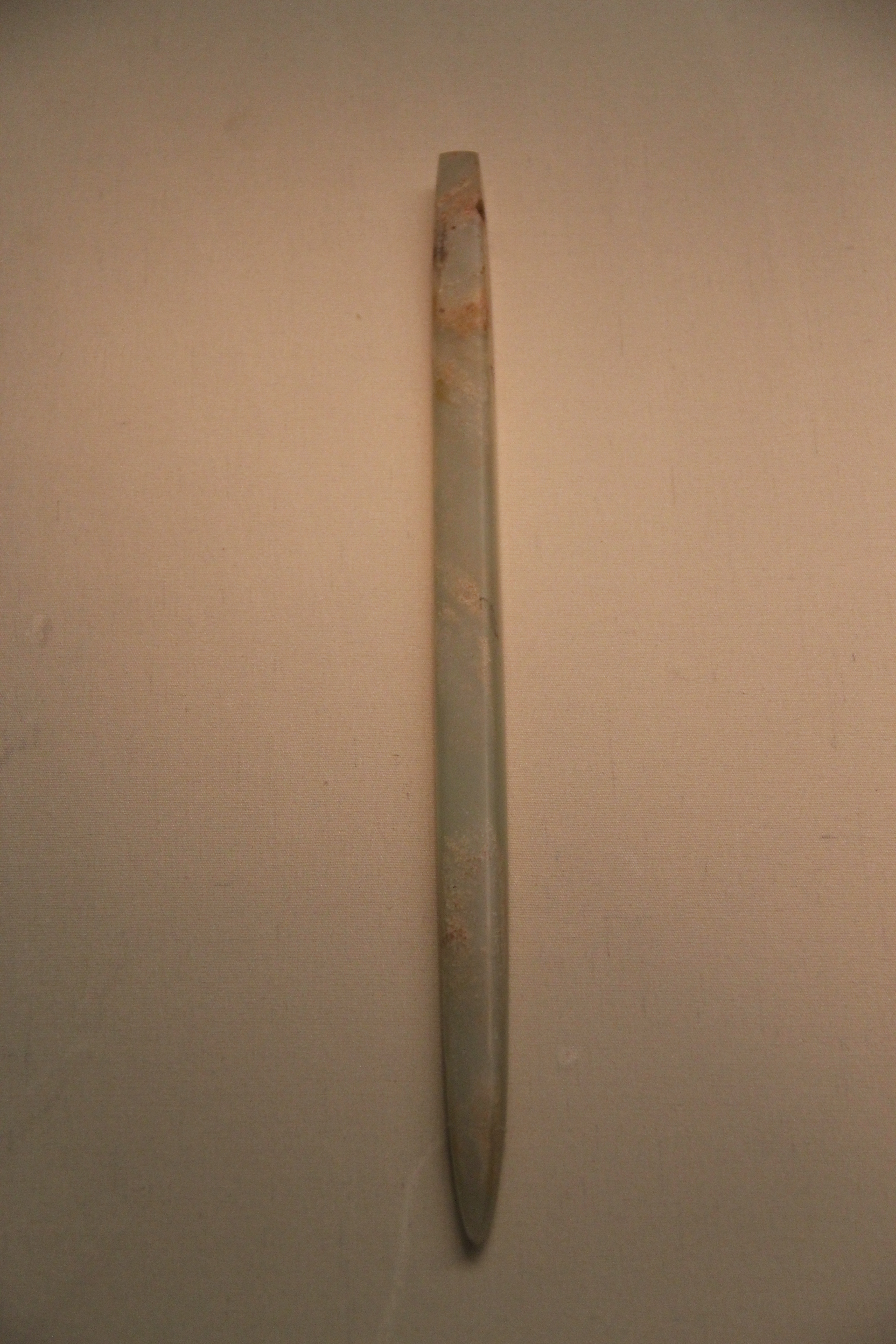
Dynastie Shang, en jade
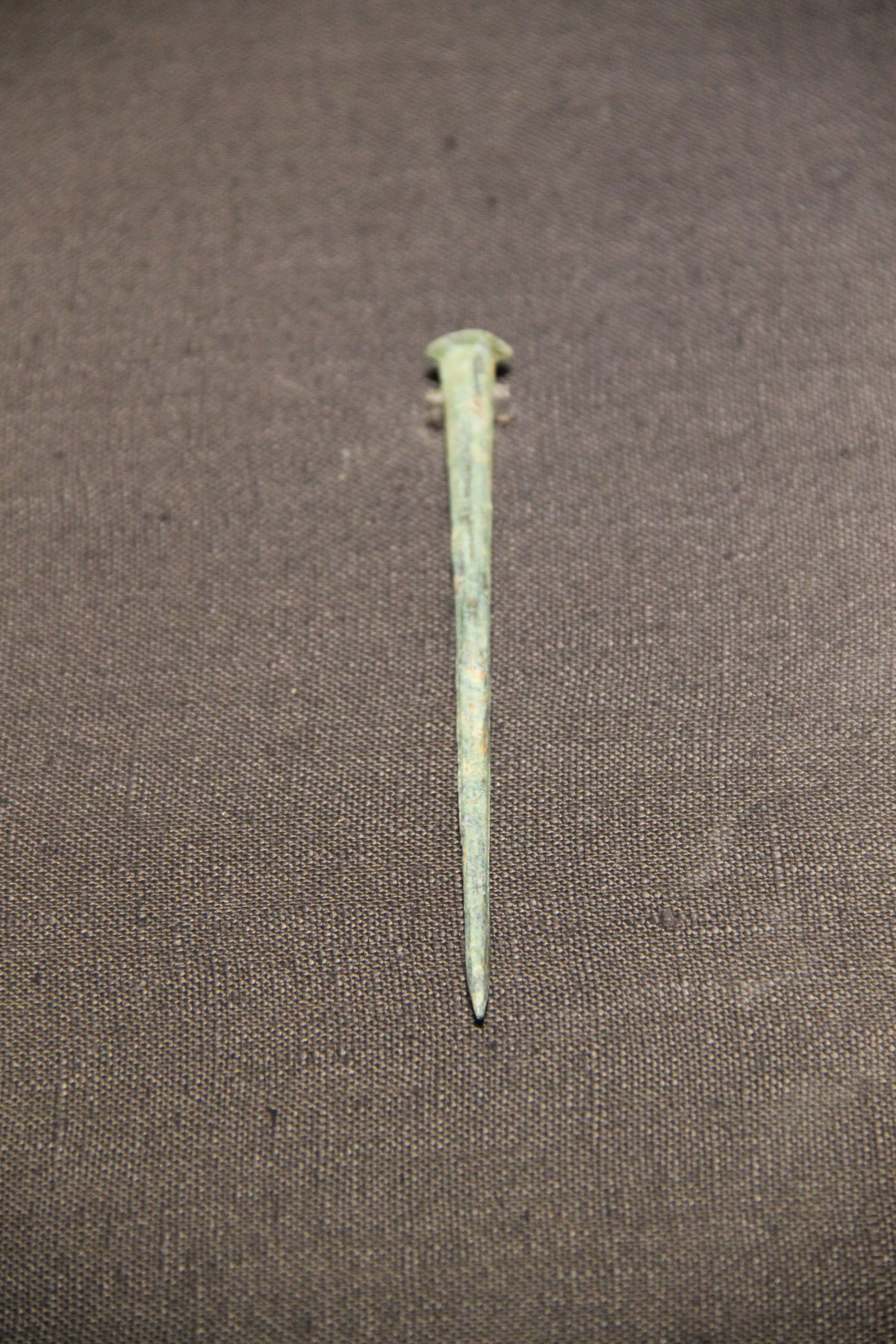
Printemps et automne, en bronze
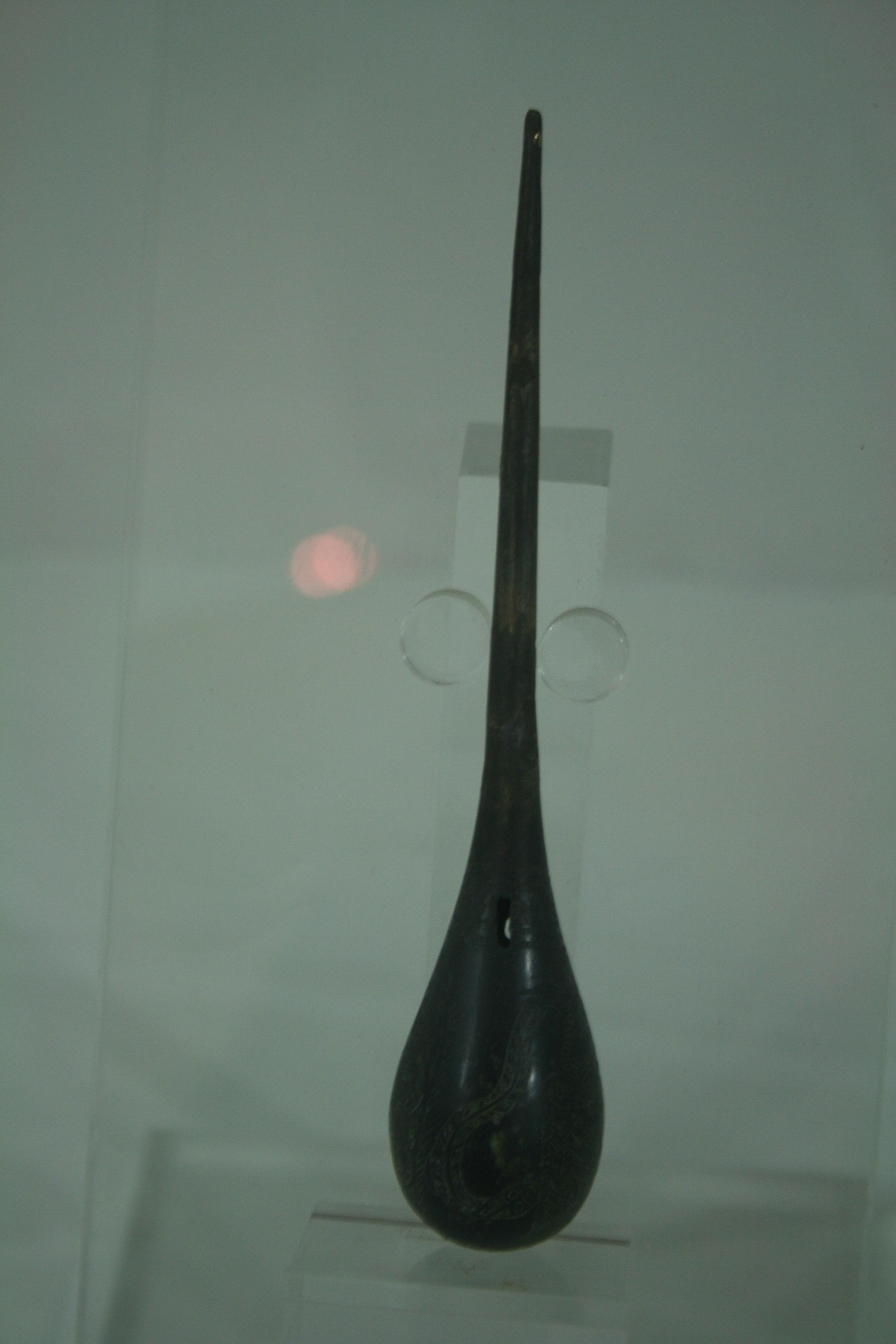
Période des Royaumes combattants, en bronze
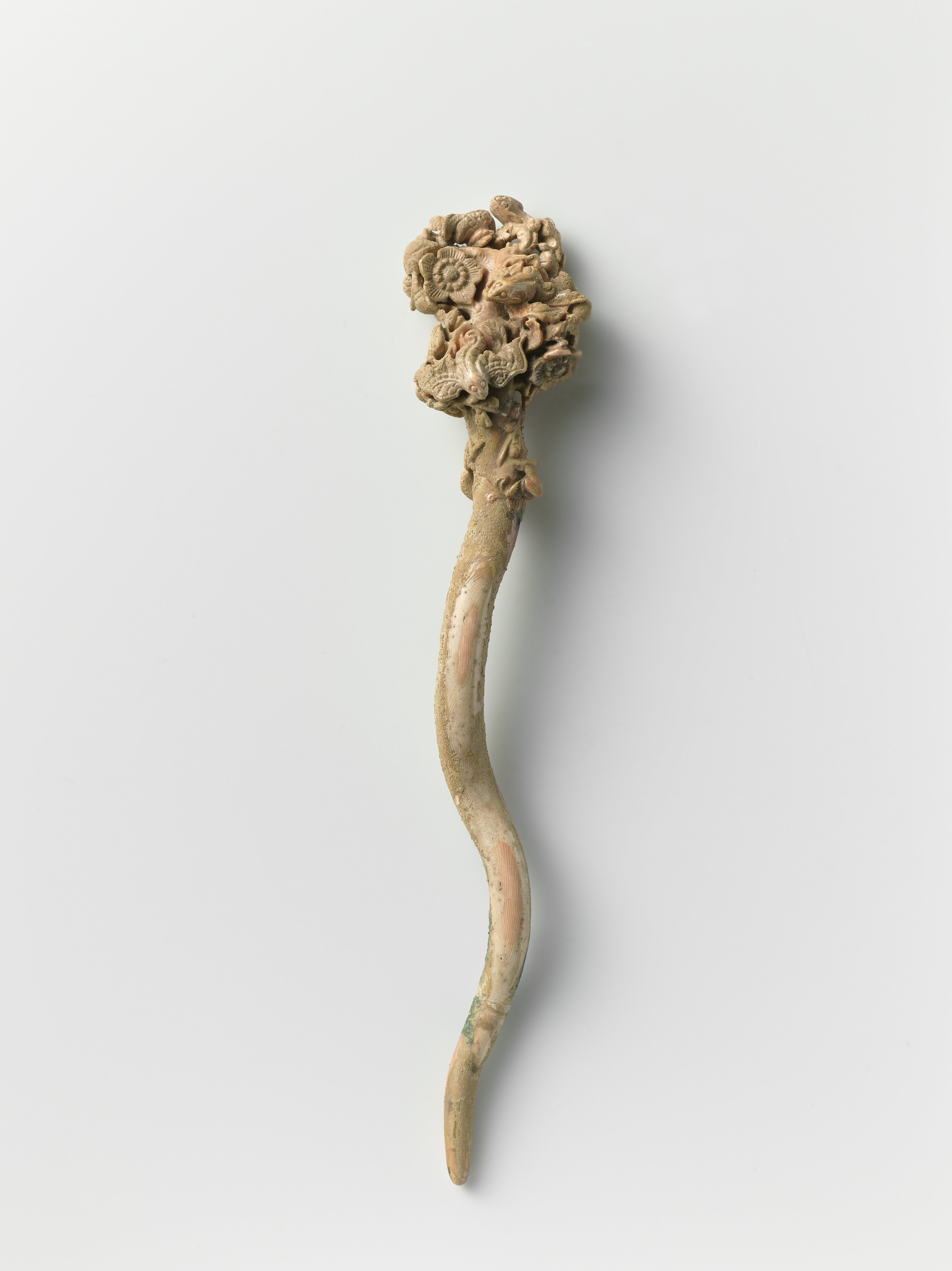
Dynastie Song, épingle à cheveux en corail,
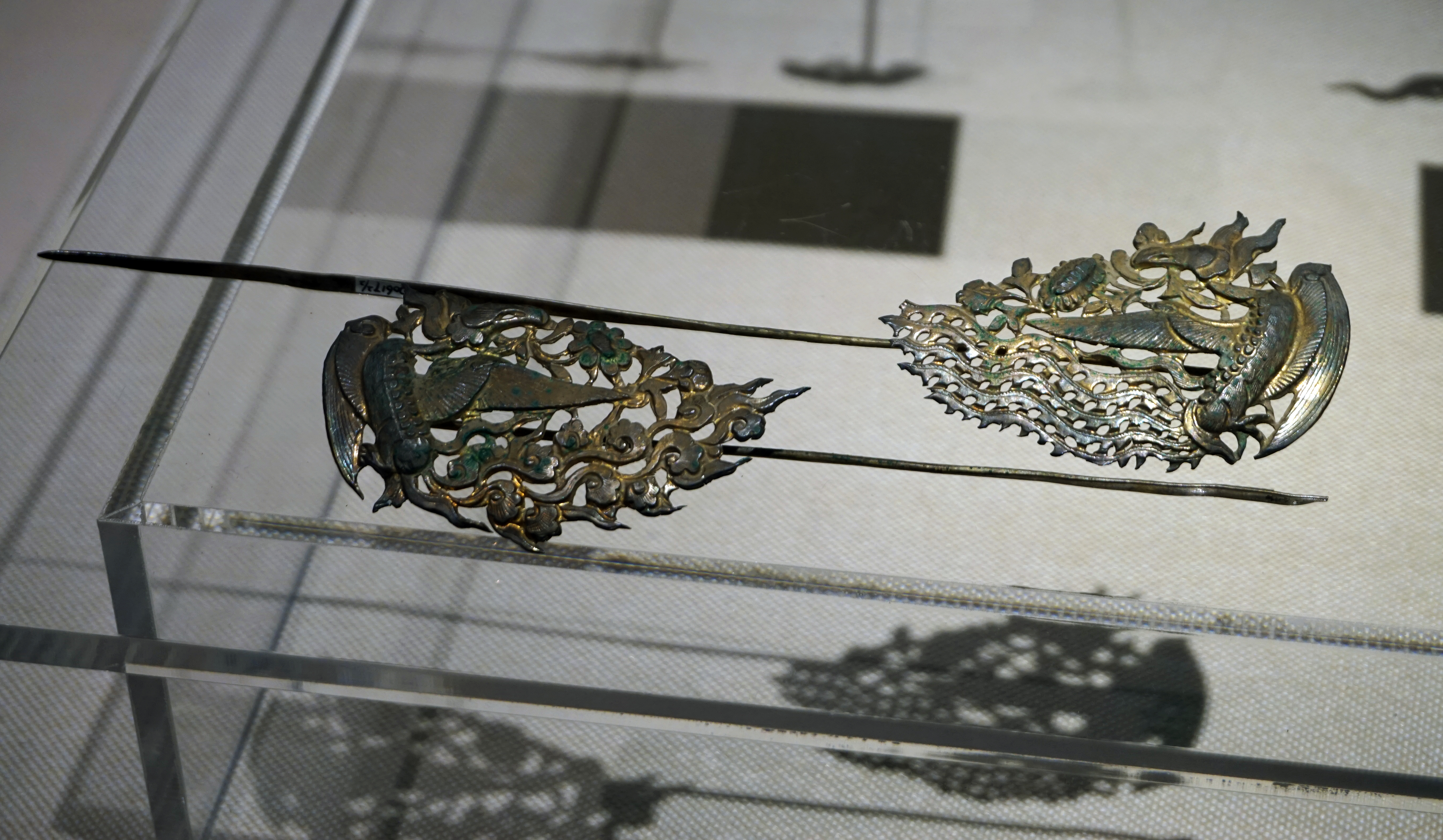
Dynastie Song
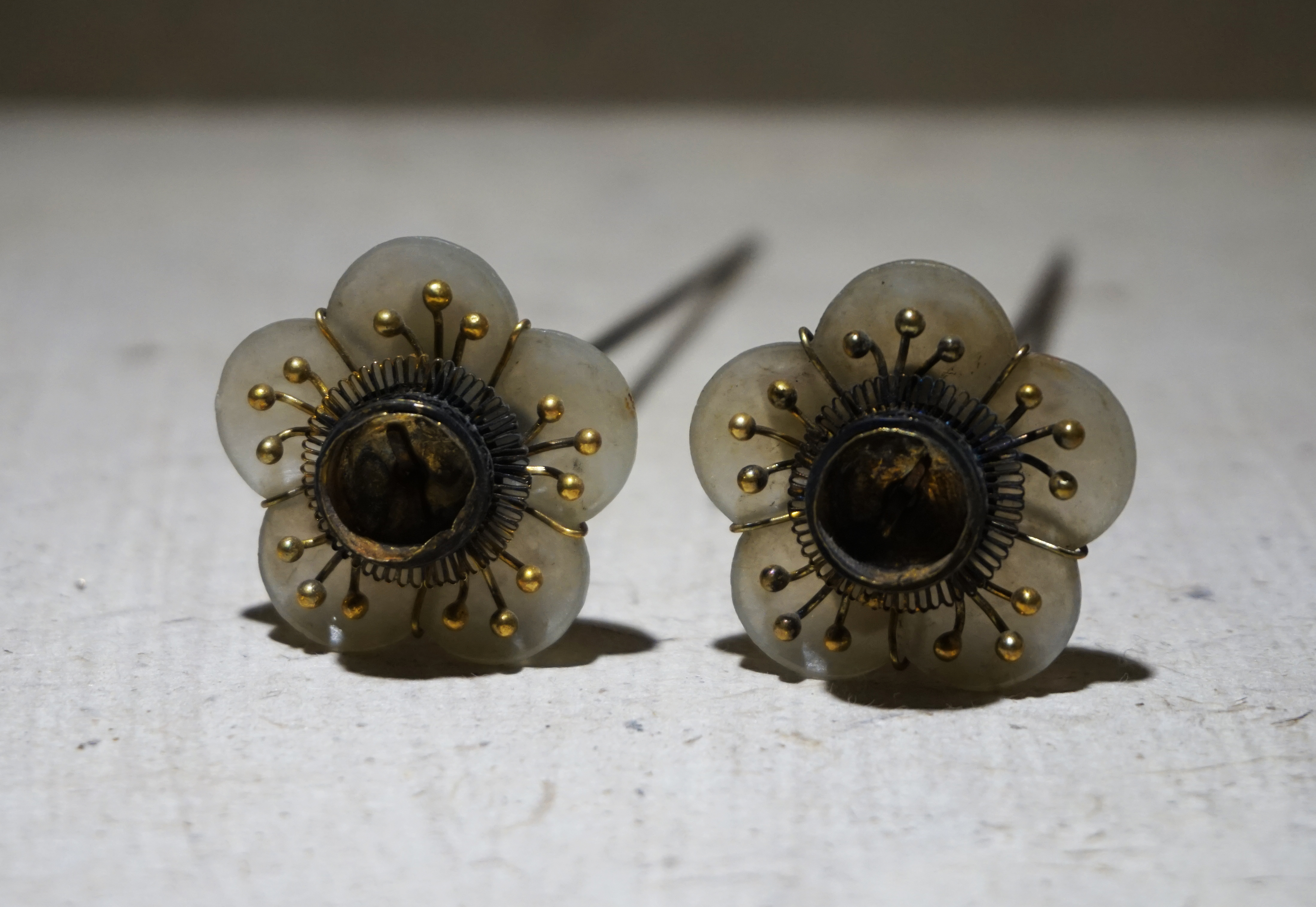
Dynastie Ming, en jade
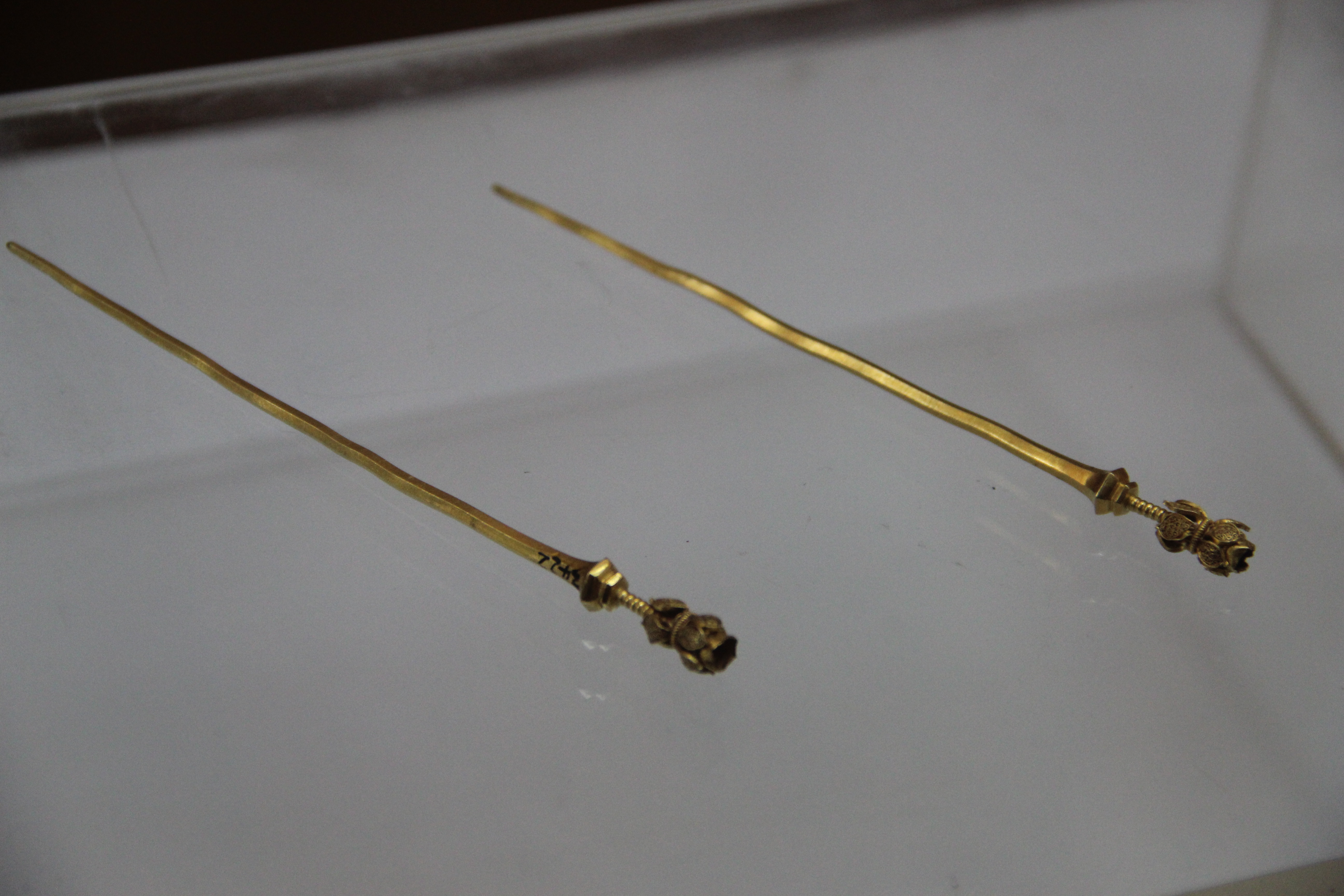
Dynastie Ming, en or
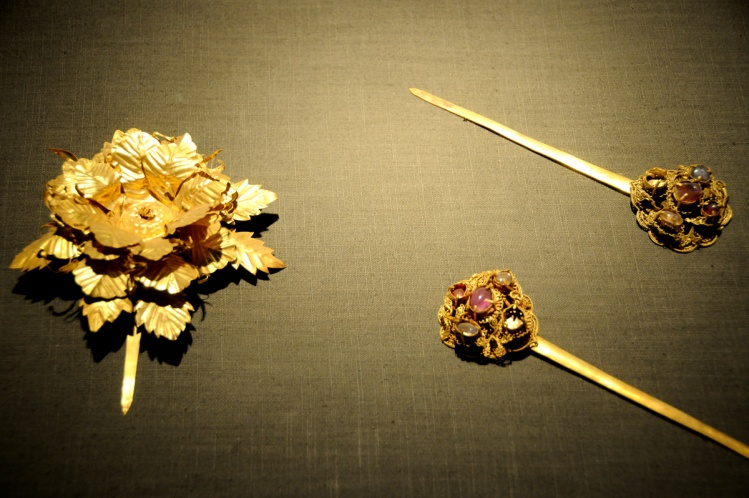
Tombe du prince Chuang de Liang (zh)
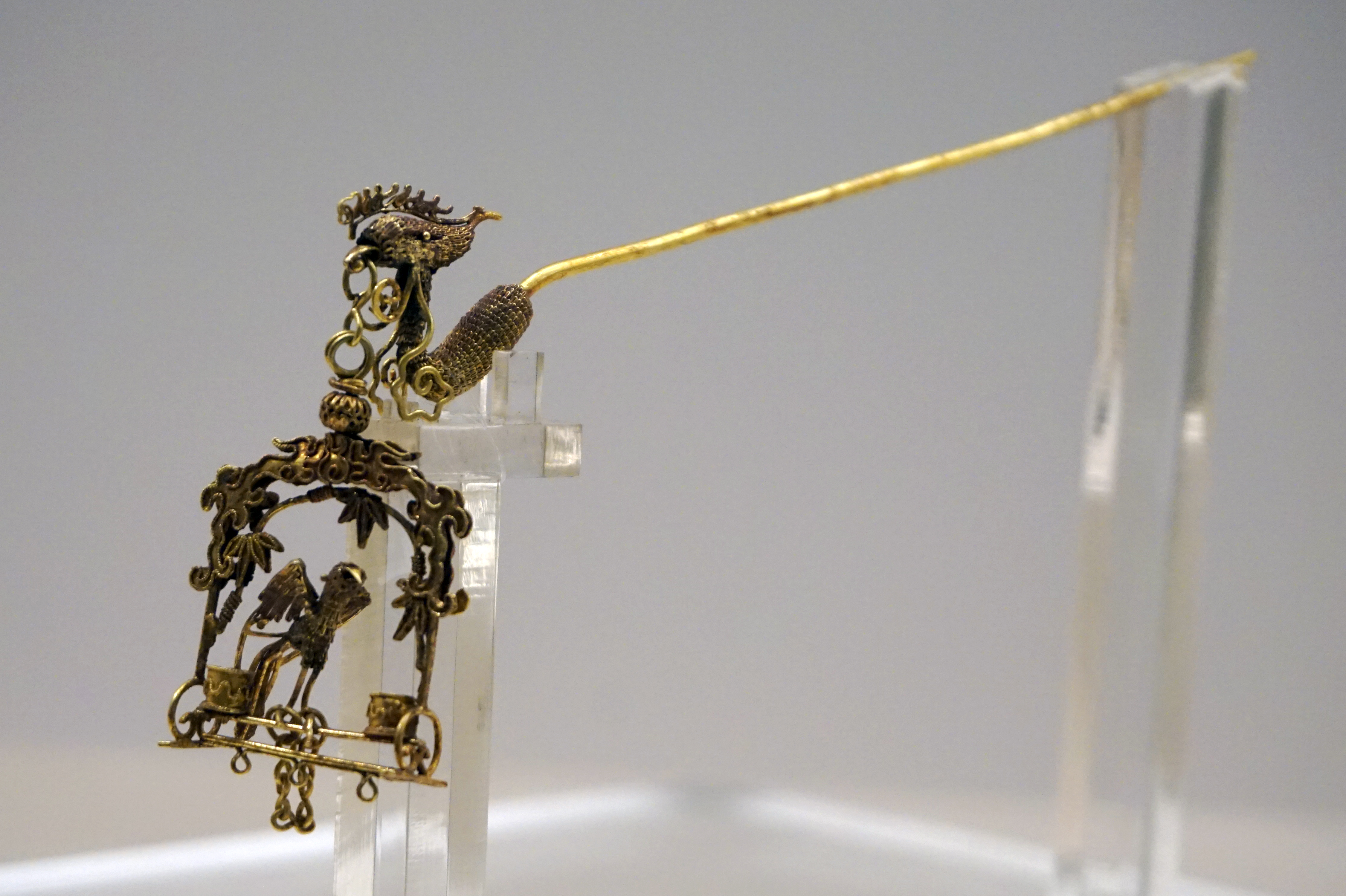
Dynastie Qing
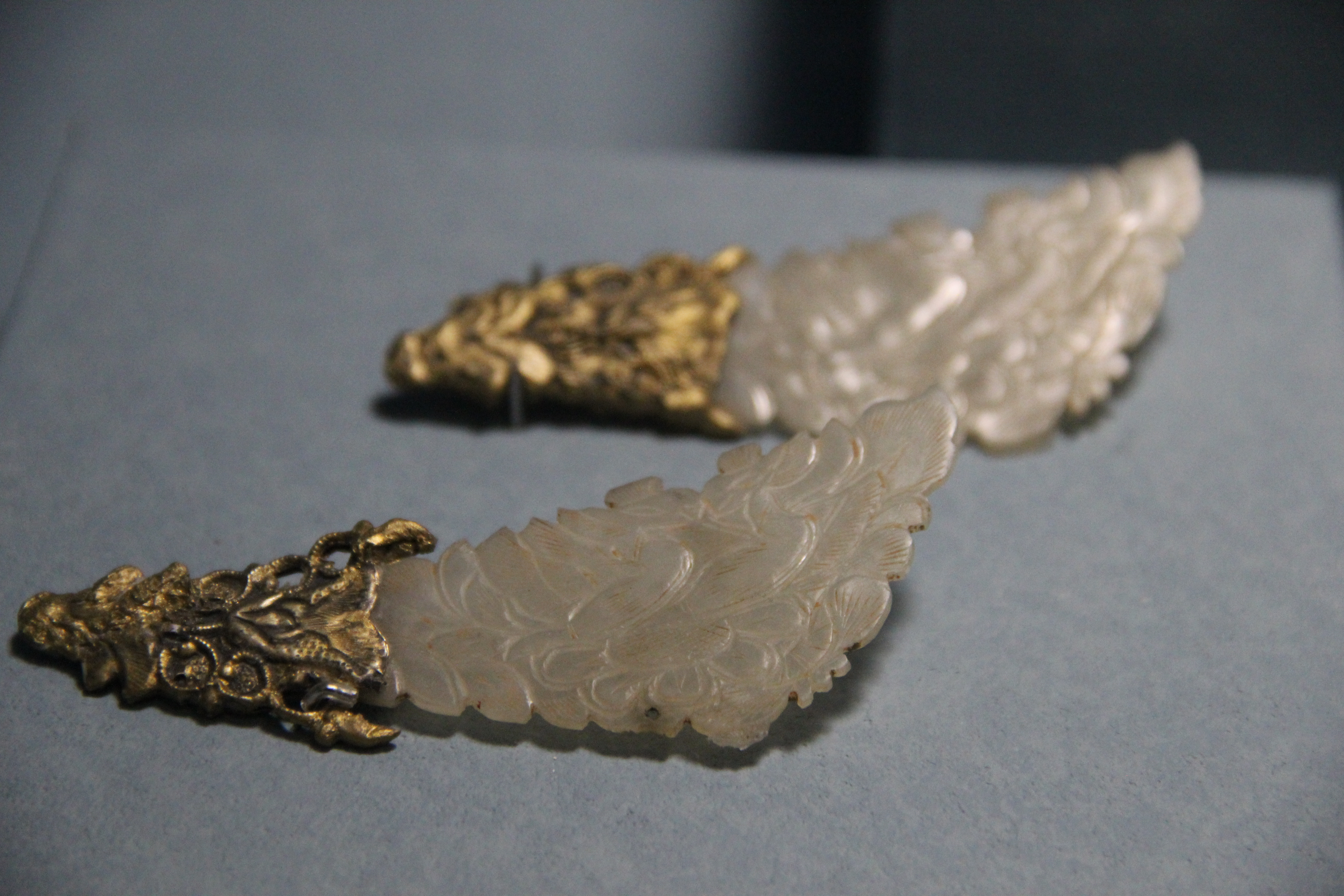
Dynastie Tang
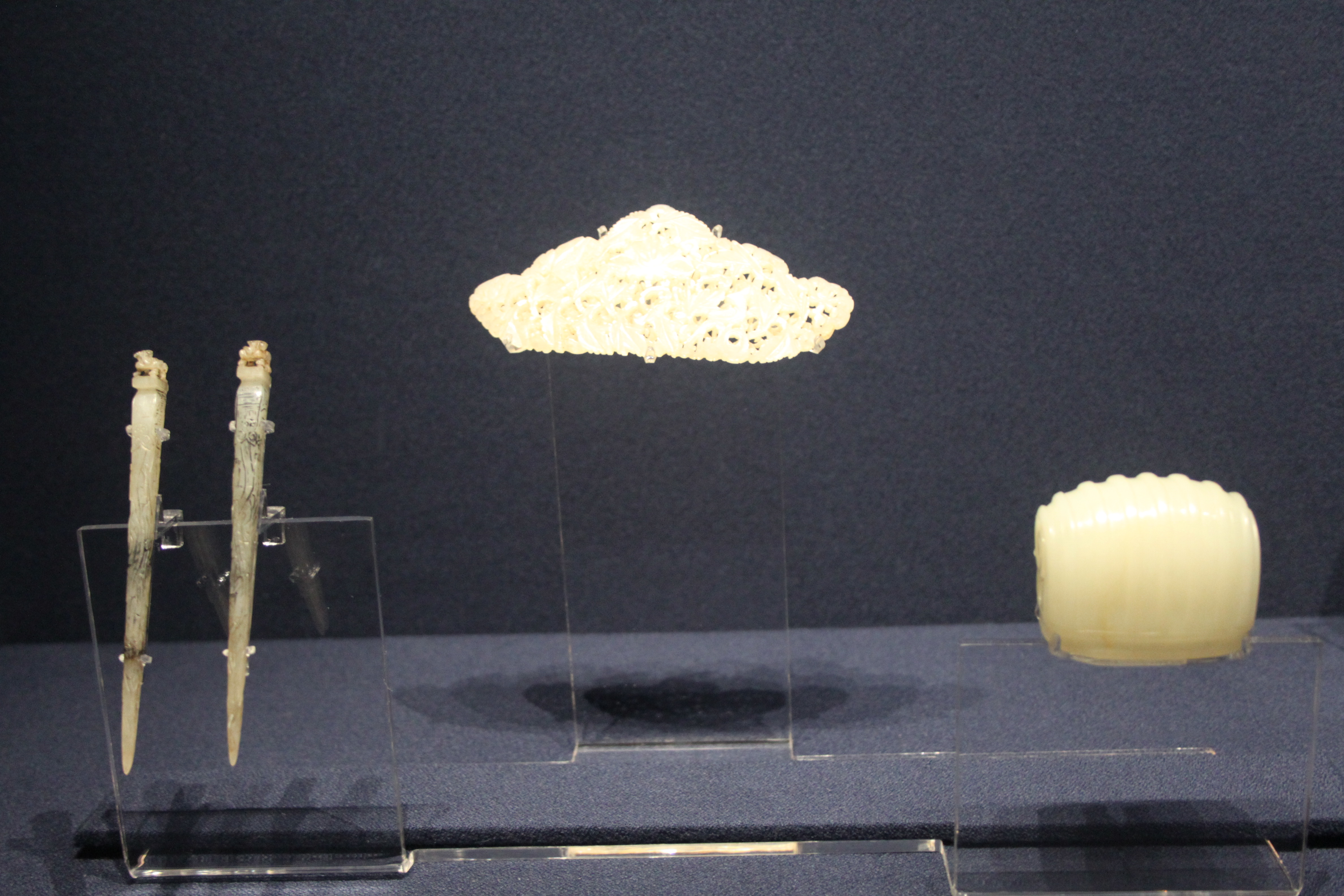
Dynastie Ming
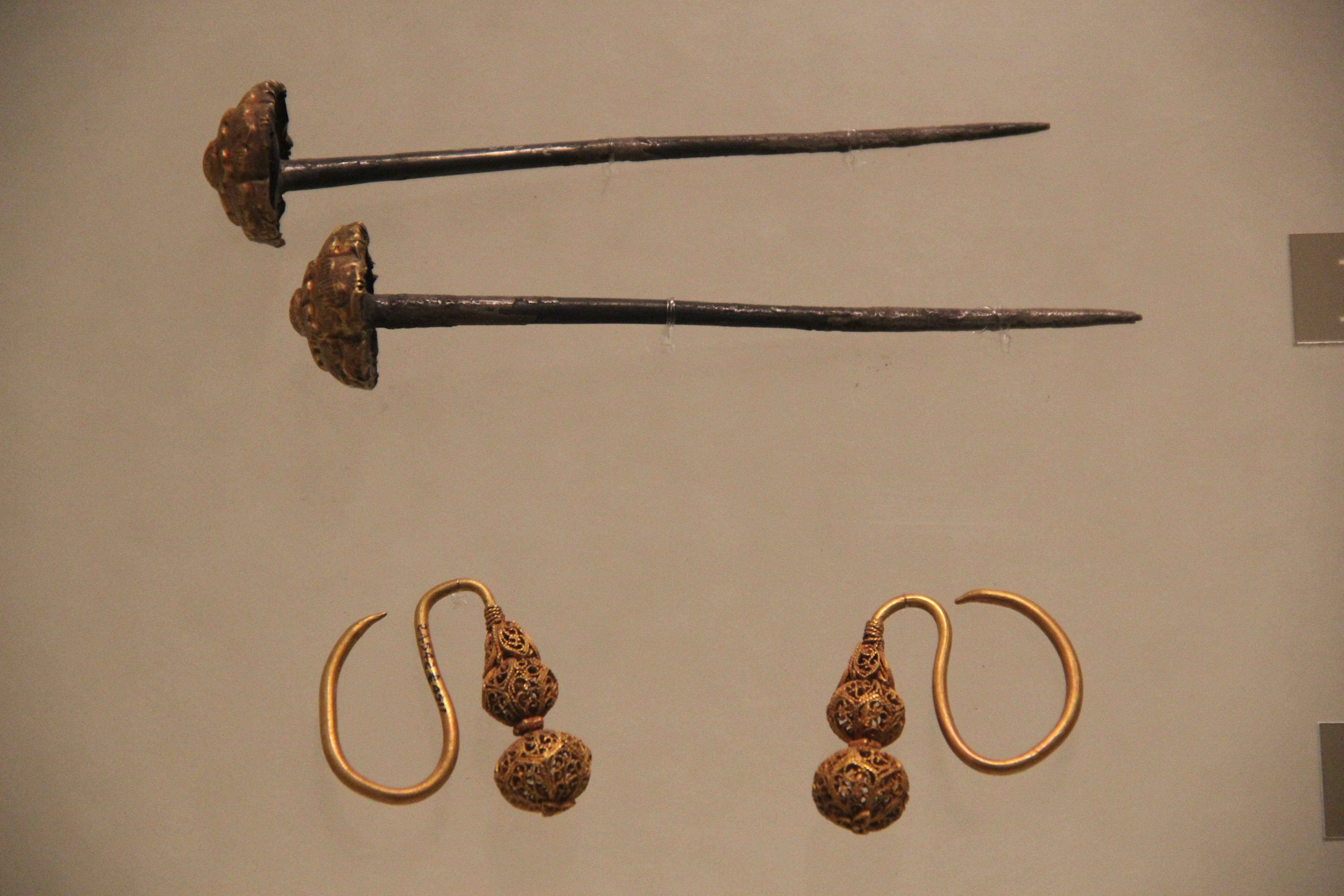
Dynastie Ming
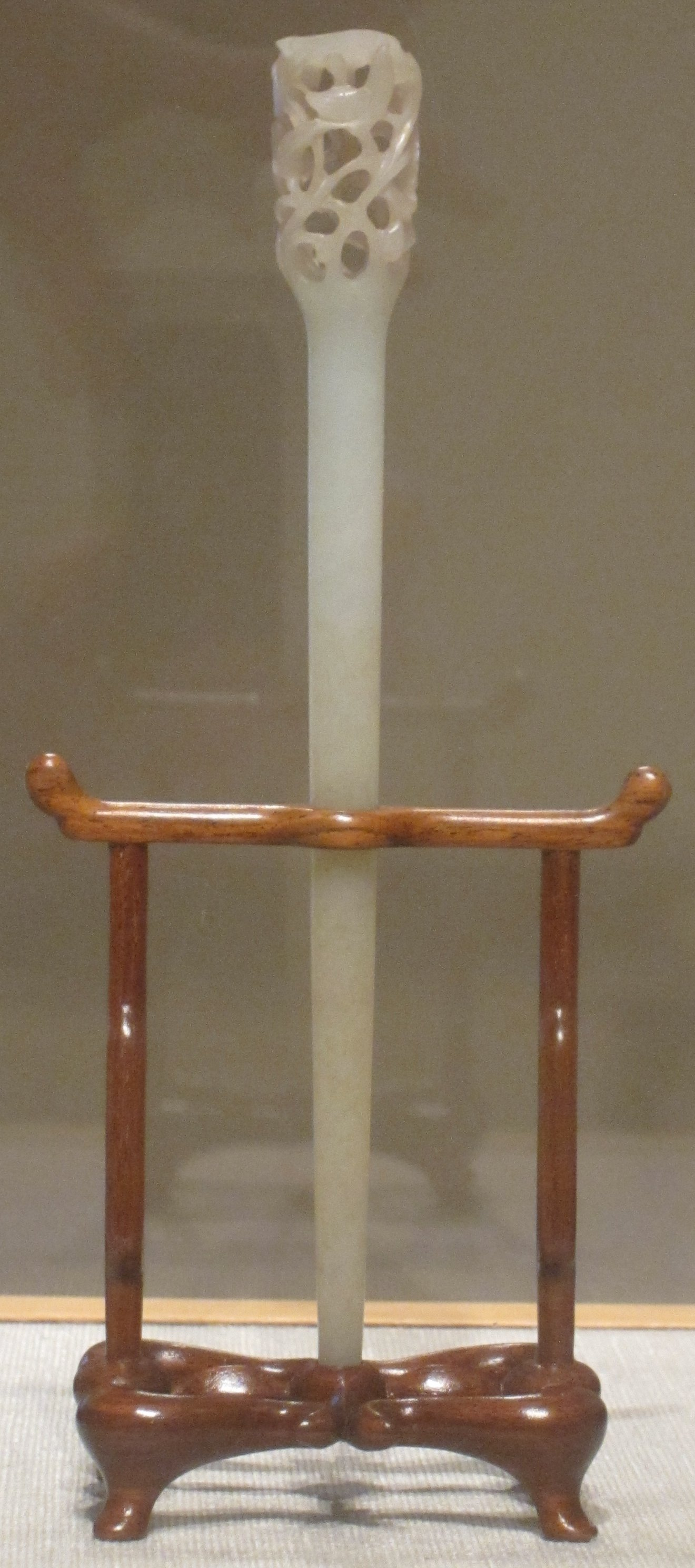
Dynastie Ming
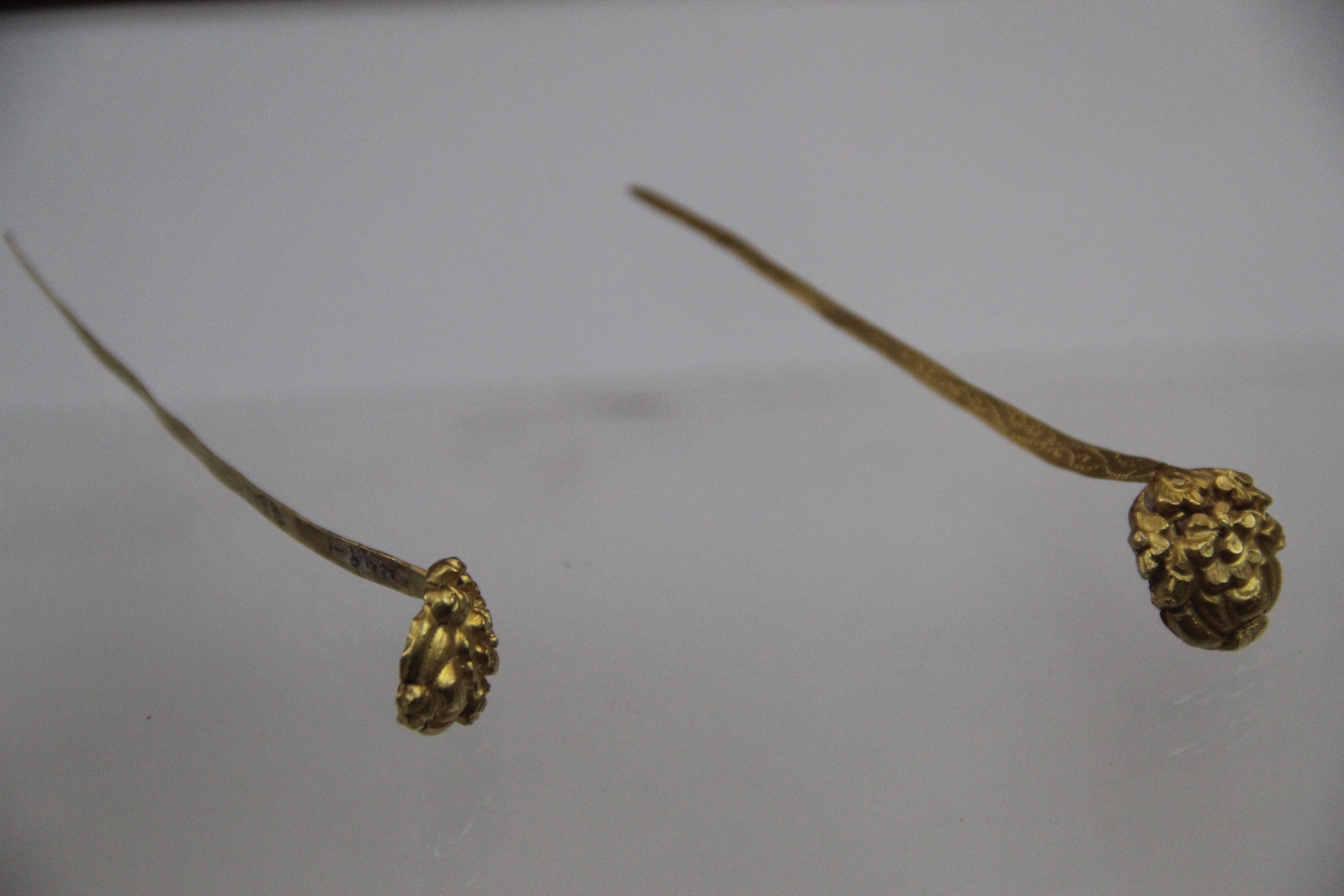
Dynastie Ming
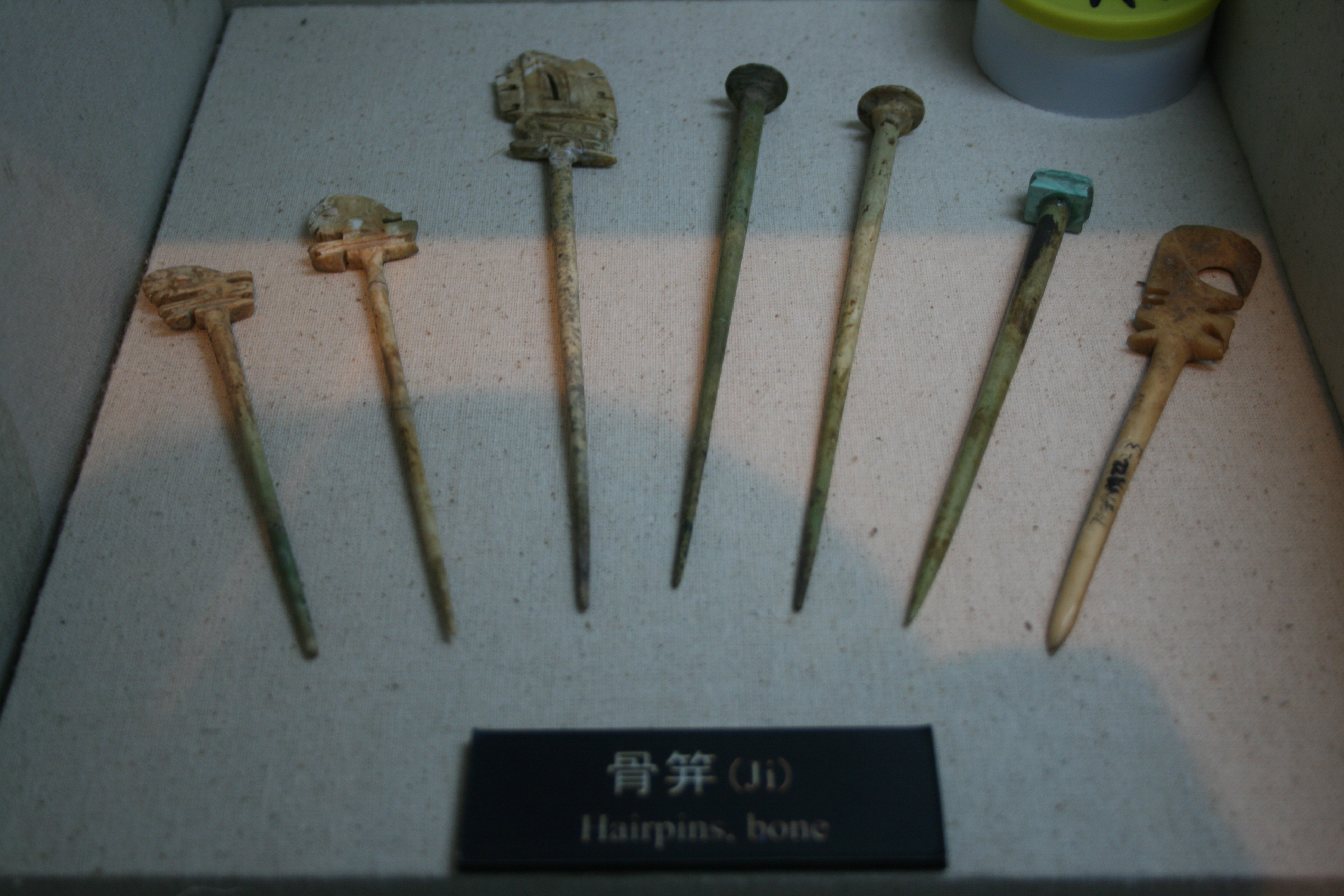
Dynastie Shang
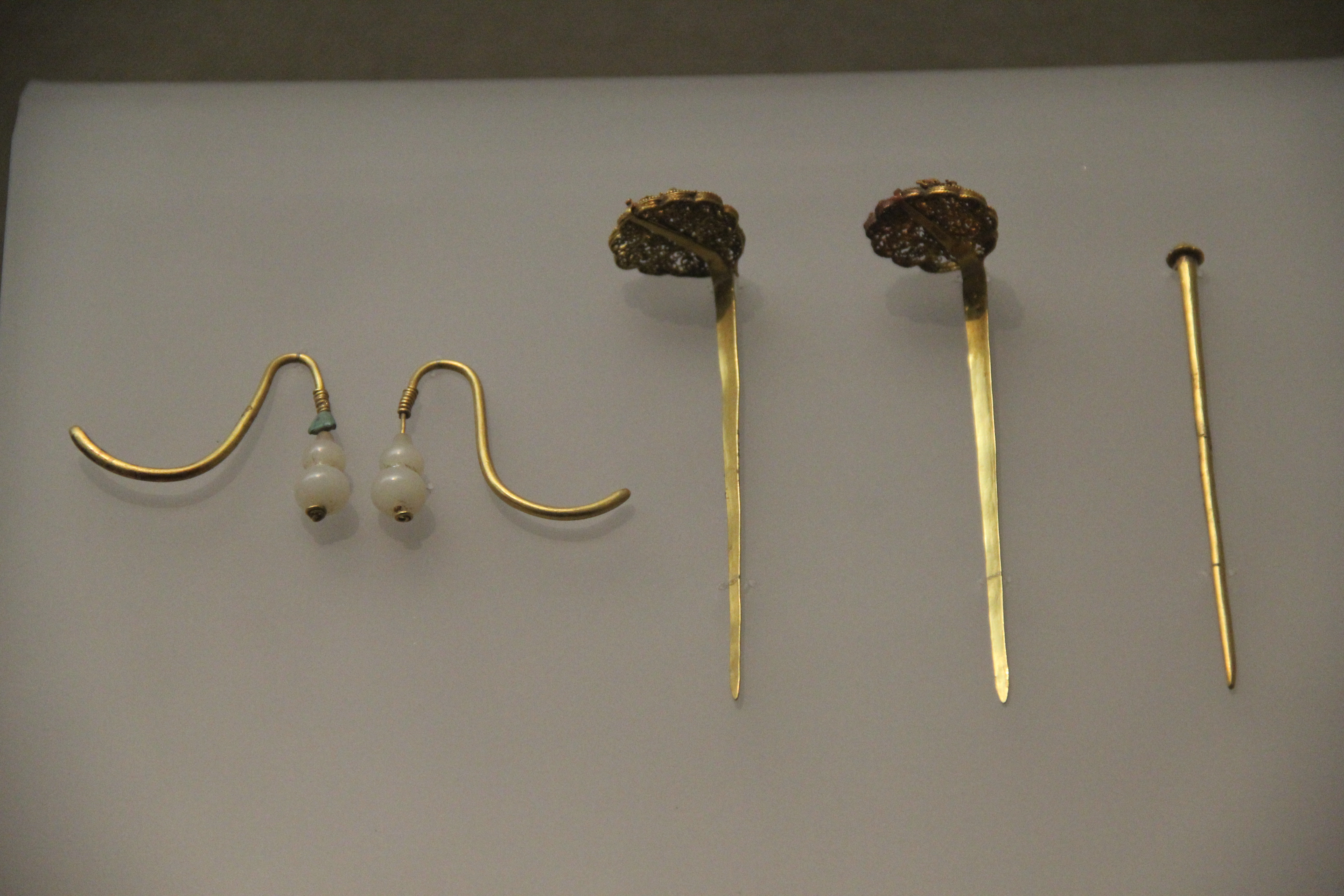
Dynastie Ming
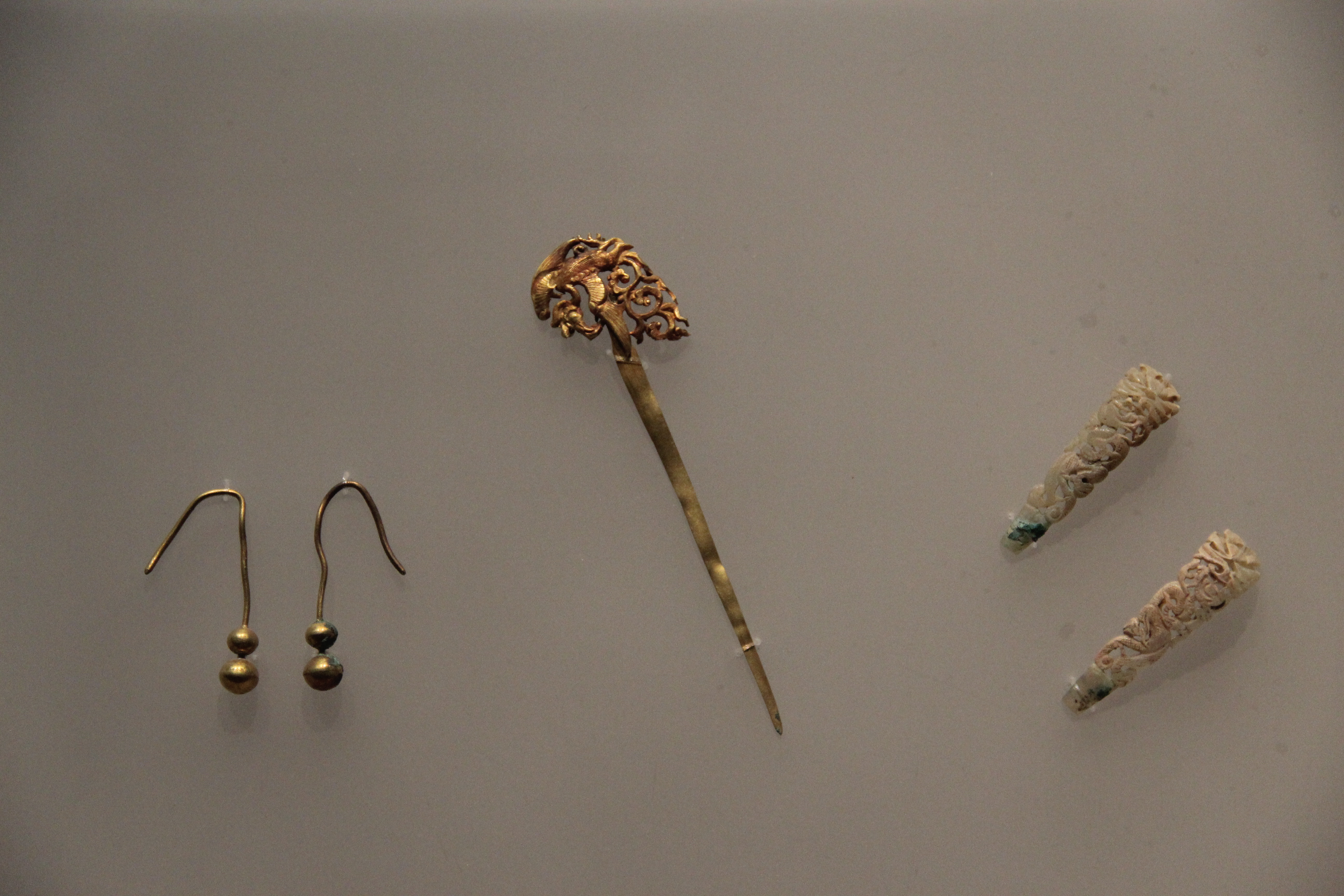
Dynastie Ming
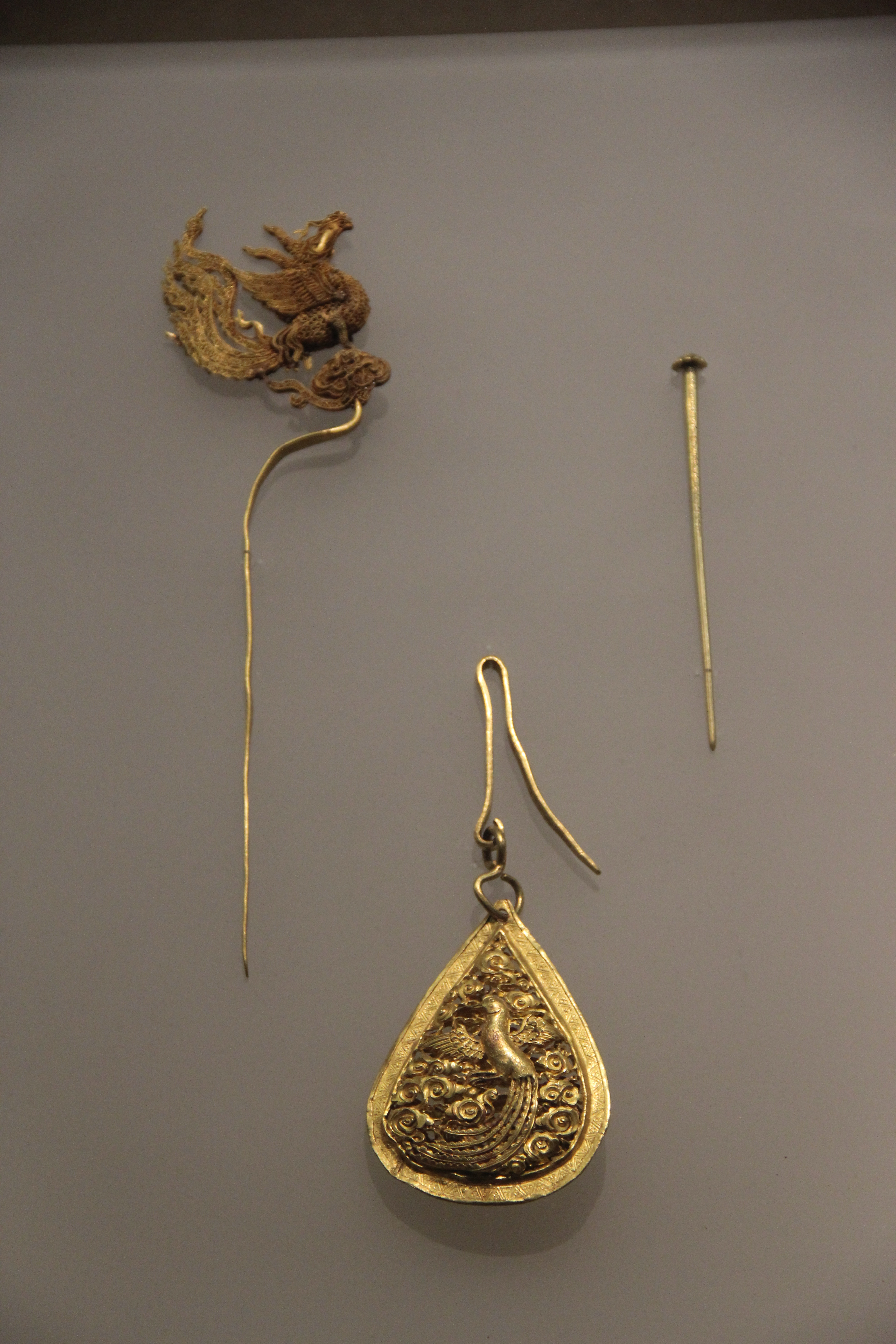
Dynastie Ming